# Billie Eilish/Auszeichnungen für Musikverkäufe

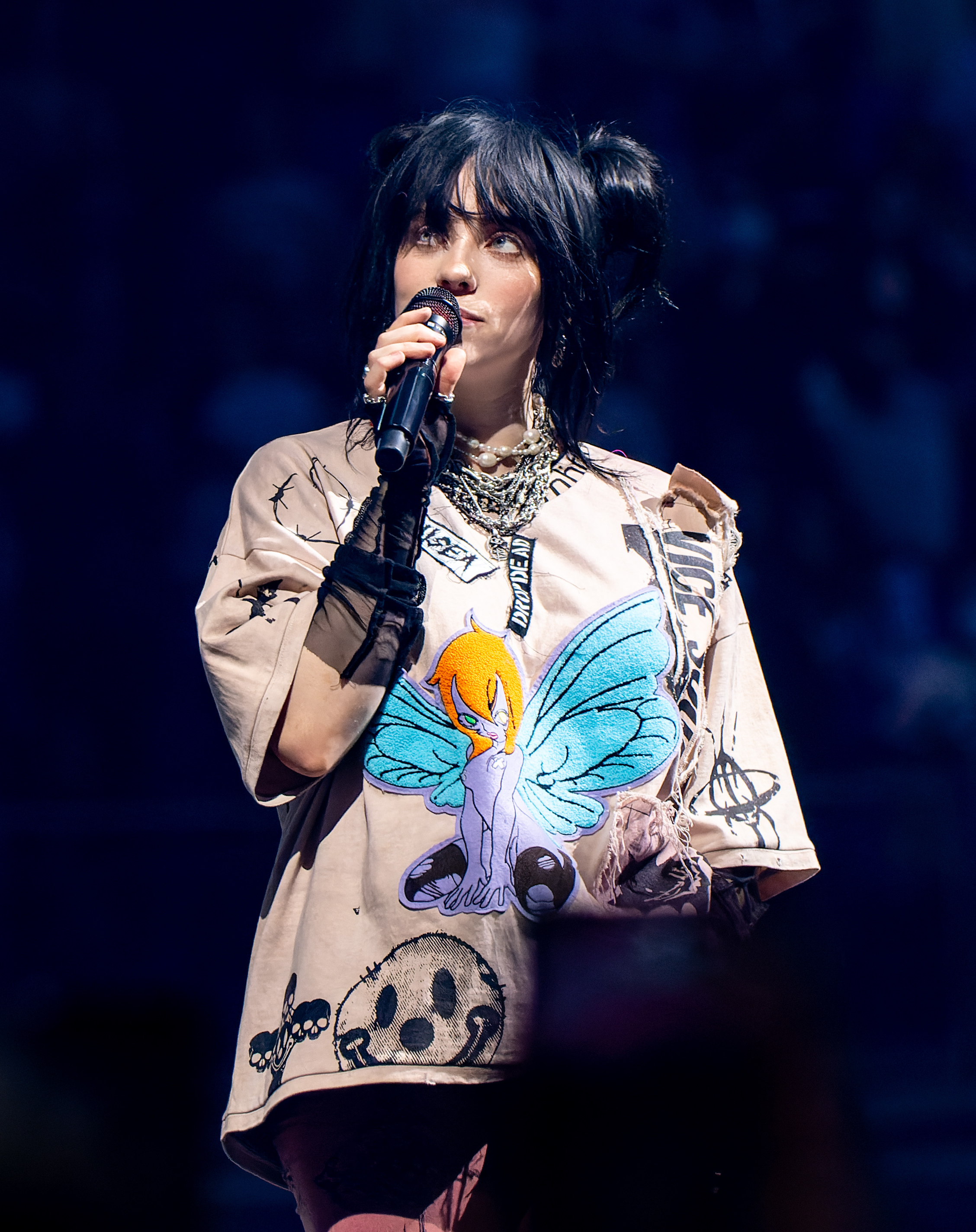
Billie Eilish (2022)

Dies ist eine Übersicht über die Auszeichnungen für Musikverkäufe der US-amerikanischen Musikerin Billie Eilish. Die Auszeichnungen finden sich nach ihrer Art (Gold, Platin usw.), nach Staaten getrennt in chronologischer Reihenfolge, geordnet sowie nach den Tonträgern selbst, ebenfalls in chronologischer Reihenfolge, getrennt nach Medium (Alben, Singles usw.), wieder.

## Auszeichnungen
| - Vereinigtes Königreich - 2020: für die Single Six Feet Under - 2021: für die Single Bitches Broken Hearts - 2021: für das Lied 8 - 2022: für die Single Come Out and Play - 2023: für die Single Lost Cause - 2023: für das Lied Party Favor - 2023: für die Single NDA - 2023: für die Single &Burn - 2024: für das Lied Billie Bossa Nova - 2024: für das Lied Halley’s Comet - 2024: für das Lied Goodbye - 2024: für die Single Never Felt So Alone - 2024: für die Single L’Amour De Ma Vie - 2024: für das Lied Getting Older - 2024: für das Lied The Greatest - 2024: für das Lied Blue - 2025: für die Single Hotline (Edit) - 2025: für das Lied Skinny - 2025: für das Lied The 30th - 2025: für das Lied Male Fantasy - 2025: für das Lied The Diner - 2025: für das Lied I Didn’t Change My Number - Australien - 2020: für das Lied Goodbye - 2022: für die Single When I Was Older - 2023: für die Single Never Felt So Alone - 2023: für das Lied Halley’s Comet - 2023: für das Lied Oxytocin - 2024: für das Lied Bittersuite - 2024: für das Lied The Diner - 2025: für das Lied Everybody Dies - 2025: für das Lied Not My Responsibility - 2025: für das Lied OverHeated - Belgien - 2021: für die Single Therefore I Am - 2022: für die Single Happier Than Ever - 2024: für das Lied Blue - 2024: für die Single L’Amour De Ma Vie - 2024: für die Single Guess - 2025: für das Lied Skinny - Brasilien - 2024: für das Lied Party Favor - 2024: für die Single When I Was Older - 2024: für das Lied Hostage - 2024: für das Lied Everybody Dies - 2024: für die Single &Burn - 2024: für das Lied The 30th - 2024: für das Lied Goldwing - Dänemark - 2020: für die Single You Should See Me in a Crown - 2020: für die Single All the Good Girls Go to Hell - 2021: für die Single Therefore I Am - 2022: für die Single Bored - 2022: für das Lied My Strange Addiction - 2023: für die Single Your Power - 2023: für die Single My Future - 2023: für die Single Copycat - 2023: für die Single Watch - 2023: für die Single Six Feet Under - 2024: für das Lied Listen Before I Go - 2024: für das Lied Hostage - 2024: für die Single My Boy - 2024: für die Single Lunch - 2024: für das Lied Wildflower - 2025: für die Single Bitches Broken Hearts - 2025: für das Lied TV - 2025: für das Lied Xanny - 2025: für die Single Ilomilo - 2025: für die Single Guess - 2025: für das Lied Billie Bossa Nova - Deutschland - 2020: für die Single Bury a Friend - 2020: für die Single Ocean Eyes - 2022: für die Single No Time to Die - 2022: für die Single Happier Than Ever - 2023: für die Single Bellyache - 2023: für die Single You Should See Me in a Crown - 2023: für die Single Therefore I Am - 2023: für das Album Don’t Smile at Me - 2024: für das Album Happier Than Ever - 2025: für die Single What Was I Made For? - Finnland - 2019: für die Single Ocean Eyes - 2019: für die Single When the Party’s Over - 2021: für das Album Happier Than Ever - Frankreich - 2022: für die Single All the Good Girls Go to Hell - 2023: für die Single Ilomilo - 2023: für die Single Your Power - 2023: für die Single My Future - 2024: für die Single Watch - 2024: für die Single Six Feet Under - 2024: für die Single Bellyache - 2024: für das Lied Listen Before I Go - 2024: für die Single Hotline (Edit) - 2024: für die Single Copycat - 2024: für das Lied Billie Bossa Nova - 2024: für das Lied TV - 2024: für die Single NDA - 2025: für die Single L’Amour De Ma Vie - 2025: für das Lied My Strange Addiction - 2025: für das Lied Blue - 2025: für die Single Guess - 2025: für das Lied Hostage - 2025 für die Single My Boy - Griechenland - 2021: für die Single Therefore I Am - 2021: für die Single No Time to Die - 2021: für die Single Bored - 2023: für die Single What Was I Made For? - 2024: für die Single Hotline (Edit) - 2024: für die Single Lunch - Island - 2022: für das Album When We All Fall Asleep, Where Do We Go? - Italien - 2019: für die Single You Should See Me in a Crown - 2020: für die Single Ilomilo - 2020: für die Single All the Good Girls Go to Hell - 2021: für die Single Wish You Were Gay - 2021: für das Lied I Love You - 2021: für die Single Bellyache - 2021: für die Single idontwannabeyouanymore - 2021: für die Single No Time to Die - 2023: für die Single Your Power - 2023: für die Single Bored - 2024: für die Single Lunch - Japan - 2020: für die Single Bad Guy (Digital) - Kanada - 2024: für das Lied Skinny - 2024: für das Lied The Diner - 2024: für das Lied Bittersuite - 2025: für das Lied Billie Bossa Nova - 2025: für das Lied Getting Older - 2025: für das Lied Male Fantasy - 2025: für das Lied I Didn’t Change My Number - 2025: für das Lied Oxytocin - 2025: für das Lied The 30th - 2025: für die Single When I Was Older - Malaysia - 2020: für die Single Everything I Wanted - Mexiko - 2019: für die Single Bored - 2019: für die Single Six Feet Under - 2019: für das Lied Hostage - 2019: für die Single Bitches Broken Hearts - 2019: für die Single Watch - 2019: für das Lied I Love You - 2019: für das Lied My Strange Addiction - 2019: für die Single All the Good Girls Go to Hell - 2023: für die Single NDA - 2023: für die Single Your Power - 2023: für das Lied Billie Bossa Nova - 2023: für die Single Wish You Were Gay - Neuseeland - 2020: für die Single &Burn - 2021: für die Single Therefore I Am - 2021: für die Single No Time to Die - 2024: für die Single Lunch - 2024: für das Lied Chihiro - Norwegen - 2020: für das Lied I Love You - 2020: für die Single No Time to Die - 2020: für die Single Ocean Eyes - 2020: für die Single Wish You Were Gay - Österreich - 2024: für die Single Watch - 2024: für das Lied My Strange Addiction - 2024: für das Lied TV - 2024: für die Single Ilomilo - 2024: für die Single Your Power - 2024: für die Single Copycat - 2024: für das Lied Hostage - 2024: für das Lied Xanny - 2024: für das Lied Listen Before I Go - 2024: für die Single Six Feet Under - 2024: für die Single My Future - 2024: für die Single NDA - 2024: für die Single What Was I Made For? - 2024: für die Single My Boy - 2024: für die Single Lunch - 2025: für die Single Guess - Polen - 2020: für das Lied Hostage - 2020: für das Lied Listen Before I Go - 2020: für das Lied My Strange Addiction - 2020: für das Lied Xanny - 2020: für die Single Bitches Broken Hearts - 2020: für die Single My Boy - 2020: für die Single Six Feet Under - 2020: für die Single Watch - 2021: für die Single Your Power - 2022: für die Single My Future - 2023: für das Lied TV - 2023: für die Single Lost Cause - 2024: für das Lied Billie Bossa Nova - 2024: für die Single Never Felt So Alone - 2024: für das Lied Blue - Portugal - 2020: für die Single My Boy - 2020: für das Lied My Strange Addiction - 2020: für das Lied Xanny - 2020: für die Single Bitches Broken Hearts - 2020: für die Single Copycat - 2020: für die Single Six Feet Under - 2020: für das Lied Listen Before I Go - 2020: für die Single Watch - 2020: für die Single Ilomilo - 2020: für die Single Come Out and Play - 2021: für die Single My Future - 2021: für die Single Bored - 2022: für die Single Your Power - 2022: für die Single Lost Cause - 2022: für das Lied Hostage - 2022: für das Lied 8 - 2022: für die Single Bad Guy (Remix) - 2024: für die Single L’Amour De Ma Vie - 2024: für die Single Guess - Schweden - 2024: für die Single Therefore I Am - 2024: für die Single Happier Than Ever - 2024: für die Single Wish You Were Gay - Schweiz - 2019: für die Single My Boy - 2019: für das Lied Hostage - 2019: für die Single Watch - 2019: für die Single Bitches Broken Hearts - 2019: für die Single Bored - 2019: für die Single Come Out and Play - 2019: für das Lied I Love You - 2023: für die Single What Was I Made For? - 2024: für das Album Hit Me Hard and Soft - Spanien - 2022: für das Album Happier Than Ever - 2024: für die Single All the Good Girls Go to Hell - 2024: für die Single Bored - 2024: für die Single Lo vas a olvidar - 2024: für die Single No Time to Die - 2024: für die Single Therefore I Am - 2024: für die Single Watch - 2024: für die Single Wish You Were Gay - 2024: für die Single You Should See Me in a Crown - 2024: für die Single Your Power - 2024: für das Lied Listen Before I Go - 2024: für die Single Ilomilo - 2024: für das Lied TV - 2024: für das Lied My Strange Addiction - 2024: für die Single Lunch - 2024: für die Single Copycat - 2024: für das Lied Chihiro - 2024: für die Single My Future - 2024: für die Single Guess - 2024: für die Single My Boy - 2024: für das Lied Wildflower - 2024: für die Single Come Out and Play - 2025: für das Lied Billie Bossa Nova - 2025: für die Single L’Amour De Ma Vie - Vereinigte Staaten - 2018: für die Single My Boy - 2019: für das Lied Listen Before I Go - 2019: für die Single Bored - 2019: für die Single Six Feet Under - 2020: für die Single &Burn - 2020: für die Single Party Favor - 2020: für das Lied 8 - 2020: für die Single Ilomilo - 2024: für das Lied The Diner - 2024: für das Lied Blue - 2024: für das Lied Skinny - 2025: für das Lied Bittersuite - Vereinigtes Königreich - 2022: für die Single My Boy - 2022: für die Single Copycat - 2022: für das Lied My Strange Addiction - 2024: für das Lied Hostage - 2024: für das Lied Listen Before I Go - 2024: für die Single Your Power - 2024: für das Lied Xanny - 2025: für die Single My Future - 2025: für die Single Ilomilo - Zentralamerika - 2025: für die Single Lunch | - Australien - 2020: für die Single Bitches Broken Hearts - 2021: für die Single Come Out and Play - 2021: für die Single &Burn - 2022: für die Single My Future - 2023: für das Album Happier Than Ever - 2023: für die Single Lost Cause - 2023: für die Single NDA - 2023: für das Lied 8 - 2023: für das Lied Party Favor - 2023: für das Lied TV - 2024: für das Lied Billie Bossa Nova - 2024: für die Single Guess - 2024: für das Lied Blue - 2024: für die Single L’Amour De Ma Vie - 2024: für das Lied The Greatest - 2025: für das Lied Getting Older - 2025: für die Single Hotline (Edit) - 2025: für das Lied I Didn’t Change My Number - 2025: für das Lied Male Fantasy - 2025: für das Lied Skinny - 2025: für das Lied The 30th - Belgien - 2019: für die Single Bury a Friend - 2019: für die Single When the Party’s Over - 2019: für das Album When We All Fall Asleep, Where Do We Go? - 2020: für die Single Everything I Wanted - 2024: für die Single Lunch - 2025: für das Lied Chihiro - 2025: für das Lied Wildflower - Brasilien - 2024: für die Single My Boy - 2024: für das Lied Getting Older - 2024: für das Lied Billie Bossa Nova - 2024: für die Single Six Feet Under - 2024: für die Single Watch - 2024: für die Single Bitches Broken Hearts - 2024: für das Lied 8 - 2024: für das Lied Hostage - 2024: für die Single Come Out and Play - 2024: für das Lied I Didn’t Change My Number - 2024: für das Lied Male Fantasy - 2024: für das Lied Goodbye - 2024: für das Lied OverHeated - 2024: für das Lied Not My Responsibility - Dänemark - 2020: für die Single Bury a Friend - 2023: für die Single No Time to Die - 2023: für die Single Happier Than Ever - 2023: für die Single Wish You Were Gay - 2023: für die Single idontwannabeyouanymore - 2024: für die Single What Was I Made For? - 2024: für das Lied I Love You - 2025: für die Single Bellyache - Deutschland - 2022: für die Single Everything I Wanted - 2023: für die Single When the Party’s Over - 2025: für die Single Birds of a Feather - Finnland - 2019: für die Single Lovely - 2021: für die Single Therefore I Am - Frankreich - 2020: für die Single Lovely - 2020: für die Single Everything I Wanted - 2023: für das Lied I Love You - 2023: für die Single idontwannabeyouanymore - 2024: für die Single Bury a Friend - 2024: für die Single Bored - 2025: für das Lied Chihiro - 2025: für das Lied Wildflower - 2025: für die Single No Time to Die - 2025: für die Single Therefore I Am - 2025: für die Single Lunch - Griechenland - 2022: für die Single Happier Than Ever - 2024: für das Lied Chihiro - Italien - 2019: für die Single Bury a Friend - 2019: für die Single When the Party’s Over - 2020: für die Single Everything I Wanted - 2021: für die Single Therefore I Am - 2021: für die Single Ocean Eyes - 2022: für die Single Happier Than Ever - 2023: für das Album Happier Than Ever - 2024: für das Album Don’t Smile at Me - 2024: für die Single What Was I Made For? - 2024: für die Single Birds of a Feather - 2024: für das Album Hit Me Hard and Soft - Japan - 2020: für das Streaming Bad Guy - Kanada - 2019: für die Single Bellyache - 2019: für die Single Come Out and Play - 2023: für die Single &Burn - 2023: für das Lied Party Favor - 2024: für die Single L’Amour De Ma Vie - 2024: für das Lied Blue - 2024: für das Lied The Greatest - 2025: für das Lied 8 - 2025: für das Lied Goodbye - 2025: für die Single Lost Cause - 2025: für die Single NDA - 2025: für das Lied TV - Malaysia - 2020: für die Single Bad Guy - Mexiko - 2023: für das Lied Oxytocin - Neuseeland - 2020: für die Single Copycat - 2020: für die Single All the Good Girls Go to Hell - 2021: für die Single Bitches Broken Hearts - 2021: für das Lied Hostage - 2021: für das Lied My Strange Addiction - 2021: für das Lied Listen Before I Go - 2022: für die Single Six Feet Under - 2022: für das Lied Xanny - 2023: für die Single What Was I Made For? - 2023: für die Single Come Out and Play - 2023: für die Single Ilomilo - 2024: für die Single Guess - Niederlande - 2025: für das Album Hit Me Hard and Soft - Norwegen - 2019: für die Single Bury a Friend - Österreich - 2020: für die Single Bury a Friend - 2022: für das Album Don’t Smile at Me - 2024: für die Single All the Good Girls Go to Hell - 2024: für die Single idontwannabeyouanymore - 2024: für die Single Wish You Were Gay - 2024: für das Lied I Love You - 2024: für die Single Bored - 2024: für die Single Bellyache - 2024: für die Single You Should See Me in a Crown - 2024: für die Single Therefore I Am - 2024: für die Single No Time to Die - 2024: für das Album Happier Than Ever - 2024: für die Single Birds of a Feather - 2024: für das Album Hit Me Hard and Soft - Polen - 2020: für die Single All the Good Girls Go to Hell - 2020: für die Single Copycat - 2020: für das Lied I Love You - 2020: für die Single idontwannabeyouanymore - 2020: für die Single Wish You Were Gay - 2022: für die Single Bored - 2024: für die Single Lunch - 2024: für das Lied Chihiro - 2024: für die Single Ilomilo - 2024: für das Lied Wildflower - 2024: für die Single NDA - 2024: für die Single Guess - Portugal - 2020: für das Album When We All Fall Asleep, Where Do We Go? - 2020: für die Single Bellyache - 2020: für die Single Bury a Friend - 2020: für die Single idontwannabeyouanymore - 2020: für die Single Wish You Were Gay - 2020: für die Single You Should See Me in a Crown - 2020: für die Single All the Good Girls Go to Hell - 2021: für das Album Don’t Smile at Me - 2021: für die Single Therefore I Am - 2021: für die Single No Time to Die - 2021: für das Lied I Love You - 2024: für die Single Lunch - Schweden - 2024: für die Single Everything I Wanted - 2024: für die Single What Was I Made For? - Schweiz - 2019: für die Single Bellyache - 2019: für die Single idontwannabeyouanymore - 2019: für die Single You Should See Me in a Crown - 2019: für die Single Copycat - 2019: für die Single Wish You Were Gay - 2019: für das Album Don’t Smile at Me - 2025: für das Lied Wildflower - Singapur - 2020: für das Album Don’t Smile at Me - Spanien - 2020: für das Album When We All Fall Asleep, Where Do We Go? - 2024: für die Single Bury a Friend - 2024: für die Single Ocean Eyes - 2024: für die Single idontwannabeyouanymore - 2024: für die Single Bellyache - 2024: für die Single What Was I Made For? - 2024: für das Lied I Love You - 2025: für das Album Hit Me Hard and Soft - Südkorea - 2021: für die Single Bad Guy - Ungarn - 2023: für das Album Don’t Smile at Me - 2023: für das Album Happier Than Ever - Vereinigte Staaten - 2019: für die Single Wish You Were Gay - 2019: für das Album Don’t Smile at Me - 2019: für die Single Copycat - 2019: für das Lied Hostage - 2019: für die Single Bitches Broken Hearts - 2019: für die Single Watch - 2020: für die Single All the Good Girls Go to Hell - 2020: für das Lied I Love You - 2020: für das Lied My Strange Addiction - 2020: für das Lied Xanny - 2021: für die Single Therefore I Am - 2021: für die Single No Time to Die - 2024: für die Single What Was I Made For? - 2024: für die Single Lunch - 2024: für das Lied Chihiro - 2024: für die Single Never Felt So Alone - 2025: für die Single L’Amour De Ma Vie - 2025: für das Lied The Greatest - Vereinigtes Königreich - 2021: für die Single No Time to Die - 2021: für die Single Bellyache - 2022: für die Single You Should See Me in a Crown - 2023: für die Single idontwannabeyouanymore - 2023: für die Single Therefore I Am - 2023: für das Album Happier Than Ever - 2023: für das Lied I Love You - 2024: für die Single Wish You Were Gay - 2024: für das Album Hit Me Hard and Soft - 2024: für die Single All the Good Girls Go to Hell - 2025: für die Single Bored - 2025: für die Single Watch - 2025: für das Lied Wildflower - 2025: für die Single Lunch - 2025: für die Single Guess - 2025: für das Lied TV - 2025: für das Lied Chihiro - Zentralamerika - 2025: für das Lied Wildflower - 2025: für das Lied Chihiro - Deutschland - 2023: für die Single Lovely - 2023: für das Album When We All Fall Asleep, Where Do We Go? - Mexiko - 2023: für das Album Happier Than Ever - 2023: für die Single My Future - 2023: für das Album Don’t Smile at Me | - Australien - 2022: für die Single All the Good Girls Go to Hell - 2022: für die Single Copycat - 2023: für die Single My Boy - 2023: für die Single Six Feet Under - 2023: für das Lied Hostage - 2023: für das Lied My Strange Addiction - 2024: für das Lied Listen Before I Go - 2024: für die Single No Time to Die - 2024: für das Lied Chihiro - 2025: für die Single Ilomilo - 2025: für das Lied Xanny - 2025: für die Single Your Power - 2025: für das Album Hit Me Hard and Soft - Belgien - 2022: für das Album Happier Than Ever - 2024: für die Single What Was I Made For? - 2024: für das Album Hit Me Hard and Soft - Brasilien - 2024: für die Single Ocean Eyes - 2024: für die Single Bellyache - 2024: für die Single Lost Cause - 2024: für die Single NDA - 2024: für die Single Copycat - 2024: für das Lied Listen Before I Go - 2024: für das Lied My Strange Addiction - 2024: für die Single Ilomilo - 2024: für die Single Hotline (Edit) - 2024: für das Lied Halley’s Comet - 2024: für das Lied Oxytocin - 2025: für das Lied Skinny - 2025: für das Lied The Diner - 2025: für das Lied Bittersuite - Dänemark - 2020: für die Single Ocean Eyes (Blackbear Remix) - 2022: für die Single When the Party’s Over - 2023: für das Album Don’t Smile at Me - 2023: für die Single Everything I Wanted - 2024: für das Album Happier Than Ever - 2025: für die Single Birds of a Feather - Finnland - 2021: für die Single Everything I Wanted - Frankreich - 2024: für das Album Don’t Smile at Me - 2025: für das Album Happier Than Ever - 2025: für das Album Hit Me Hard and Soft - Griechenland - 2021: für die Single Bad Guy - 2022: für die Single Everything I Wanted - 2025: für das Lied Wildflower - Italien - 2024: für die Single Lovely - Kanada - 2023: für die Single Ilomilo - 2023: für das Lied Xanny - 2023: für das Lied Listen Before I Go - 2023: für das Lied My Strange Addiction - 2023: für die Single Six Feet Under - 2023: für das Lied Hostage - 2023: für die Single Watch - 2024: für das Lied Chihiro - 2025: für die Single Your Power - 2025: für die Single My Future - 2025: für die Single Bored - 2025: für die Single No Time to Die - 2025: für die Single Bitches Broken Hearts - 2025: für das Album Happier Than Ever - 2025: für die Single Guess - Mexiko - 2019: für die Single Copycat - 2019: für die Single Bellyache - 2019: für die Single When the Party’s Over - Neuseeland - 2021: für die Single Wish You Were Gay - 2022: für das Lied I Love You - 2023: für die Single You Should See Me in a Crown - 2024: für die Single Watch - 2024: für die Single My Boy - 2025: für das Lied Wildflower - Norwegen - 2020: für die Single Everything I Wanted - Österreich - 2024: für die Single Ocean Eyes - 2024: für die Single Happier Than Ever - 2024: für die Single Everything I Wanted - 2024: für die Single When the Party’s Over - Polen - 2020: für die Single Bellyache - 2020: für die Single You Should See Me in a Crown - 2021: für die Single No Time to Die - 2021: für die Single Therefore I Am - 2024: für die Single What Was I Made For? - Portugal - 2020: für die Single When the Party’s Over - 2021: für die Single Ocean Eyes - 2025: für das Lied Chihiro - 2025: für das Album Hit Me Hard and Soft - Schweden - 2024: für die Single Bury a Friend - 2024: für die Single Lovely - 2025: für das Album Hit Me Hard and Soft - Schweiz - 2019: für die Single Bury a Friend - 2019: für die Single Ocean Eyes - 2019: für das Album When We All Fall Asleep, Where Do We Go? - 2025: für die Single Birds of a Feather - Singapur - 2020: für das Album When We All Fall Asleep, Where Do We Go? - Spanien - 2024: für die Single When the Party’s Over - 2024: für die Single Everything I Wanted - 2025: für die Single Happier Than Ever - 2025: für die Single Birds of a Feather - Südkorea - 2023: für das Streaming Bad Guy - Vereinigte Staaten - 2019: für die Single Bellyache - 2020: für die Single idontwannabeyouanymore - 2020: für die Single You Should See Me in a Crown - 2025: für das Lied Wildflower - 2025: für das Album Hit Me Hard and Soft - Vereinigtes Königreich - 2022: für die Single Everything I Wanted - 2023: für das Album Don’t Smile at Me - 2024: für die Single Happier Than Ever - 2025: für die Single What Was I Made For? - 2025: für die Single Bury a Friend - Zentralamerika - 2025: für die Single Birds of a Feather - Mexiko - 2019: für die Single idontwannabeyouanymore - Australien - 2022: für die Single Wish You Were Gay - 2023: für die Single Therefore I Am - 2024: für die Single Bored - 2024: für die Single Watch - 2025: für die Single Lunch - 2025: für das Album Don’t Smile at Me - Belgien - 2025: für die Single Birds of a Feather - Brasilien - 2024: für die Single idontwannabeyouanymore - 2024: für die Single My Future - 2024: für die Single No Time to Die - 2024: für das Lied Xanny - 2024: für die Single Your Power - 2025: für die Single L’Amour De Ma Vie - 2025: für das Lied The Greatest - Dänemark - 2024: für die Single Lovely - 2025: für das Album Hit Me Hard and Soft - Frankreich - 2022: für das Album When We All Fall Asleep, Where Do We Go? - Italien - 2024: für das Album When We All Fall Asleep, Where Do We Go? - Kanada - 2023: für die Single All the Good Girls Go to Hell - 2023: für die Single Wish You Were Gay - 2023: für die Single My Boy - 2023: für die Single Copycat - 2023: für das Album Don’t Smile at Me - 2025: für die Single Lunch - 2025: für das Album Hit Me Hard and Soft - Mexiko - 2019: für die Single Lovely - 2019: für die Single Bury a Friend - 2019: für die Single Bad Guy - 2023: für die Single Happier Than Ever - Neuseeland - 2023: für die Single Bellyache - 2023: für die Single Bury a Friend - 2024: für das Album Happier Than Ever - 2024: für die Single idontwannabeyouanymore - 2025: für das Album Hit Me Hard and Soft - Norwegen - 2020: für die Single Bad Guy - 2020: für die Single Lovely - 2020: für die Single When the Party’s Over - Österreich - 2024: für die Single Lovely - Polen - 2021: für die Single Bury a Friend - 2021: für die Single Everything I Wanted - 2021: für die Single Ocean Eyes - 2024: für das Album Happier Than Ever - 2024: für das Album Hit Me Hard and Soft - 2024: für die Single Birds of a Feather - 2024: für die Single Happier Than Ever - Portugal - 2021: für die Single Everything I Wanted - 2022: für die Single Happier Than Ever - 2024: für die Single What Was I Made For? - Schweden - 2022: für die Single When the Party’s Over - Schweiz - 2019: für die Single When the Party’s Over - Spanien - 2024: für die Single Lovely - Ungarn - 2023: für das Album When We All Fall Asleep, Where Do We Go? - Vereinigte Staaten - 2020: für die Single Ocean Eyes - 2020: für die Single Bury a Friend - 2020: für die Single Everything I Wanted - Vereinigtes Königreich - 2024: für das Album When We All Fall Asleep, Where Do We Go? - 2024: für die Single Lovely - 2024: für die Single Ocean Eyes - 2025: für die Single When the Party’s Over - 2025: für die Single Birds of a Feather - Australien - 2024: für die Single idontwannabeyouanymore - 2024: für die Single You Should See Me in a Crown - 2025: für das Lied I Love You - 2025: für die Single What Was I Made For? - 2025: für das Lied Wildflower - Belgien - 2021: für die Single Bad Guy - Dänemark - 2024: für die Single Bad Guy - Griechenland - 2024: für die Single Lovely - 2025: für die Single Birds of a Feather - Italien - 2021: für die Single Bad Guy - Kanada - 2023: für das Lied I Love You - 2023: für die Single You Should See Me in a Crown - 2024: für die Single What Was I Made For? - 2025: für die Single Therefore I Am - 2025: für das Lied Wildflower - Mexiko - 2023: für die Single Therefore I Am - 2023: für das Album When We All Fall Asleep, Where Do We Go? - 2023: für die Single Ocean Eyes - Neuseeland - 2023: für die Single Everything I Wanted - 2024: für das Album Don’t Smile at Me - 2024: für die Single Happier Than Ever - Österreich - 2024: für das Album When We All Fall Asleep, Where Do We Go? - Polen - 2021: für die Single When the Party’s Over - Portugal - 2025: für das Lied Wildflower - Schweden - 2022: für die Single Bad Guy - Schweiz - 2019: für die Single Lovely - Spanien - 2020: für die Single Bad Guy - Vereinigte Staaten - 2020: für die Single When the Party’s Over - 2021: für das Album When We All Fall Asleep, Where Do We Go? - Mexiko - 2023: für die Single You Should See Me in a Crown - Australien - 2024: für die Single Happier Than Ever - 2025: für das Album When We All Fall Asleep, Where Do We Go? - Dänemark - 2025: für die Single Ocean Eyes - Finnland - 2021: für das Album When We All Fall Asleep, Where Do We Go? - Kanada - 2023: für die Single Bury a Friend - 2023: für die Single idontwannabeyouanymore - Neuseeland - 2025: für die Single Birds of a Feather - Österreich - 2024: für die Single Bad Guy - Portugal - 2021: für die Single Bad Guy - 2025: für das Album Happier Than Ever - Schweiz - 2019: für die Single Bad Guy - Vereinigte Staaten - 2025: für die Single Birds of a Feather - Vereinigtes Königreich - 2025: für die Single Bad Guy - Australien - 2025: für die Single Bellyache - 2025: für die Single Bury a Friend - Dänemark - 2024: für das Album When We All Fall Asleep, Where Do We Go? - Kanada - 2025: für die Single Happier Than Ever - Neuseeland - 2024: für die Single When the Party’s Over - Portugal - 2025: für die Single Birds of a Feather - Finnland - 2021: für die Single Bad Guy - Kanada - 2023: für das Album When We All Fall Asleep, Where Do We Go? - 2025: für die Single Everything I Wanted - Neuseeland - 2025: für das Album When We All Fall Asleep, Where Do We Go? - 2025: für die Single Ocean Eyes - Norwegen - 2020: für das Album When We All Fall Asleep, Where Do We Go? - Australien - 2025: für die Single Everything I Wanted - Kanada - 2025: für die Single Birds of a Feather - Neuseeland - 2025: für die Single Lovely - 2025: für die Single Bad Guy - Portugal - 2024: für die Single Lovely - Australien - 2025: für die Single Birds of a Feather - Kanada - 2023: für die Single Ocean Eyes - 2023: für die Single When the Party’s Over - Australien - 2025: für die Single Ocean Eyes - Australien - 2025: für die Single When the Party’s Over - Australien - 2025: für die Single Lovely - Australien - 2025: für die Single Bad Guy - Brasilien - 2024: für die Single Bury a Friend - 2024: für die Single You Should See Me in a Crown - 2024: für das Lied I Love You - 2024: für die Single All the Good Girls Go to Hell - 2024: für die Single Therefore I Am - 2024: für die Single Wish You Were Gay - 2024: für die Single Bored - 2024: für das Lied TV - 2025: für das Album Hit Me Hard and Soft - 2025: für das Lied Blue - Deutschland - 2022: für die Single Bad Guy - Frankreich - 2019: für die Single Bad Guy - 2022: für die Single When the Party’s Over - 2024: für die Single Ocean Eyes - 2024: für die Single Happier Than Ever - 2024: für die Single Birds of a Feather - 2025: für die Single What Was I Made For? - Kanada - 2023: für die Single Bad Guy - 2025: für die Single Lovely - Mexiko - 2019: für die Single Bad Guy - 2023: für die Single Wish You Were Gay - 2023: für die Single You Should See Me in a Crown - Polen - 2020: für die Single Bad Guy - 2021: für die Single Lovely - 2023: für das Album When We All Fall Asleep, Where Do We Go? - 2024: für das Album Don’t Smile at Me - Vereinigte Staaten - 2023: für die Single Bad Guy - 2024: für die Single Lovely - Brasilien - 2024: für die Single Everything I Wanted - 2025: für die Single What Was I Made For? - 2025: für das Lied Chihiro - 2025: für das Lied Wildflower - Mexiko - 2023: für das Album When We All Fall Asleep, Where Do We Go? - 2023: für die Single Ocean Eyes - 2023: für das Album Don’t Smile at Me - Brasilien - 2020: für das Album When We All Fall Asleep, Where Do We Go? - 2024: für die Single When the Party’s Over - 2024: für die Single Happier Than Ever - 2025: für die Single Birds of a Feather - Brasilien - 2024: für die Single Lovely - Brasilien - 2024: für die Single Bad Guy |

## Auszeichnungen nach Alben

### Don’t Smile at Me
| Land/Region                  | Auszeichnungen für Musikverkäufe (Land/Region, Auszeichnung, Verkäufe) | Verkäufe  |
| ---------------------------- | ---------------------------------------------------------------------- | --------- |
| Australien (ARIA)            | 3× Platin                                                              | 210.000   |
| Dänemark (IFPI)              | 2× Platin                                                              | 40.000    |
| Deutschland (BVMI)           | Gold                                                                   | 100.000   |
| Frankreich (SNEP)            | 2× Platin                                                              | 200.000   |
| Italien (FIMI)               | Platin                                                                 | 50.000    |
| Kanada (MC)                  | 3× Platin                                                              | 240.000   |
| Mexiko (AMPROFON)            | 2× Diamant · + 3× Gold                                                 | 690.000   |
| Neuseeland (RMNZ)            | 4× Platin                                                              | 60.000    |
| Österreich (IFPI)            | Platin                                                                 | 15.000    |
| Polen (ZPAV)                 | Diamant                                                                | 100.000   |
| Portugal (AFP)               | Platin                                                                 | 15.000    |
| Schweiz (IFPI)               | Platin                                                                 | 20.000    |
| Singapur (RIAS)              | Platin                                                                 | 10.000    |
| Ungarn (MAHASZ)              | Platin                                                                 | 4.000     |
| Vereinigte Staaten (RIAA)    | Platin                                                                 | 1.000.000 |
| Vereinigtes Königreich (BPI) | 2× Platin                                                              | 600.000   |
| Insgesamt                    | 2× Gold · 24× Platin · 3× Diamant ·                                    | 3.354.000 |

### When We All Fall Asleep, Where Do We Go?
| Land/Region                  | Auszeichnungen für Musikverkäufe (Land/Region, Auszeichnung, Verkäufe) | Verkäufe  |
| ---------------------------- | ---------------------------------------------------------------------- | --------- |
| Australien (ARIA)            | 5× Platin                                                              | 350.000   |
| Belgien (BRMA)               | Platin                                                                 | 20.000    |
| Brasilien (PMB)              | 3× Diamant                                                             | 480.000   |
| Dänemark (IFPI)              | 6× Platin                                                              | 120.000   |
| Deutschland (BVMI)           | 3× Gold                                                                | 300.000   |
| Finnland (IFPI)              | 5× Platin                                                              | 100.000   |
| Frankreich (SNEP)            | 3× Platin                                                              | 300.000   |
| Island (IFPI)                | Gold                                                                   | 2.500     |
| Italien (FIMI)               | 3× Platin                                                              | 150.000   |
| Kanada (MC)                  | 7× Platin                                                              | 560.000   |
| Mexiko (AMPROFON)            | 2× Diamant · + 4× Platin                                               | 840.000   |
| Neuseeland (RMNZ)            | 7× Platin                                                              | 105.000   |
| Norwegen (IFPI)              | 7× Platin                                                              | 140.000   |
| Österreich (IFPI)            | 4× Platin                                                              | 60.000    |
| Polen (ZPAV)                 | Diamant                                                                | 100.000   |
| Portugal (AFP)               | Platin                                                                 | 15.000    |
| Schweiz (IFPI)               | 2× Platin                                                              | 40.000    |
| Singapur (RIAS)              | 2× Platin                                                              | 20.000    |
| Spanien (Promusicae)         | Platin                                                                 | 40.000    |
| Ungarn (MAHASZ)              | 3× Platin                                                              | 12.000    |
| Vereinigte Staaten (RIAA)    | 4× Platin                                                              | 4.000.000 |
| Vereinigtes Königreich (BPI) | 3× Platin                                                              | 900.000   |
| Insgesamt                    | 2× Gold · 69× Platin · 6× Diamant ·                                    | 8.654.500 |

### Live at Third Man Records
| Land/Region               | Auszeichnungen für Musikverkäufe (Land/Region, Auszeichnung, Verkäufe) | Verkäufe |
| ------------------------- | ---------------------------------------------------------------------- | -------- |
| Vereinigte Staaten (RIAA) | —                                                                      | 13.000   |
| Insgesamt                 | —                                                                      | 13.000   |

### Happier Than Ever
| Land/Region                  | Auszeichnungen für Musikverkäufe (Land/Region, Auszeichnung, Verkäufe) | Verkäufe  |
| ---------------------------- | ---------------------------------------------------------------------- | --------- |
| Australien (ARIA)            | Platin                                                                 | 70.000    |
| Belgien (BRMA)               | 2× Platin                                                              | 40.000    |
| Dänemark (IFPI)              | 2× Platin                                                              | 40.000    |
| Deutschland (BVMI)           | Gold                                                                   | 100.000   |
| Finnland (IFPI)              | Gold                                                                   | 10.000    |
| Frankreich (SNEP)            | 2× Platin                                                              | 200.000   |
| Italien (FIMI)               | Platin                                                                 | 50.000    |
| Kanada (MC)                  | 2× Platin                                                              | 160.000   |
| Mexiko (AMPROFON)            | 3× Gold                                                                | 210.000   |
| Neuseeland (RMNZ)            | 3× Platin                                                              | 45.000    |
| Österreich (IFPI)            | Platin                                                                 | 15.000    |
| Polen (ZPAV)                 | 3× Platin                                                              | 60.000    |
| Portugal (AFP)               | 5× Platin                                                              | 35.000    |
| Spanien (Promusicae)         | Gold                                                                   | 20.000    |
| Ungarn (MAHASZ)              | Platin                                                                 | 4.000     |
| Vereinigte Staaten (RIAA)    | —                                                                      | 430.000   |
| Vereinigtes Königreich (BPI) | Platin                                                                 | 300.000   |
| Insgesamt                    | 4× Gold · 25× Platin ·                                                 | 1.789.000 |

### Hit Me Hard and Soft
| Land/Region                  | Auszeichnungen für Musikverkäufe (Land/Region, Auszeichnung, Verkäufe) | Verkäufe  |
| ---------------------------- | ---------------------------------------------------------------------- | --------- |
| Australien (ARIA)            | 2× Platin                                                              | 140.000   |
| Belgien (BRMA)               | 2× Platin                                                              | 40.000    |
| Brasilien (PMB)              | Diamant                                                                | 160.000   |
| Dänemark (IFPI)              | 3× Platin                                                              | 60.000    |
| Deutschland (BVMI)           | Platin                                                                 | 150.000   |
| Frankreich (SNEP)            | 2× Platin                                                              | 200.000   |
| Italien (FIMI)               | Platin                                                                 | 50.000    |
| Kanada (MC)                  | 3× Platin                                                              | 240.000   |
| Neuseeland (RMNZ)            | 3× Platin                                                              | 45.000    |
| Niederlande (NVPI)           | Platin                                                                 | 30.000    |
| Österreich (IFPI)            | Platin                                                                 | 15.000    |
| Polen (ZPAV)                 | 3× Platin                                                              | 60.000    |
| Portugal (AFP)               | 2× Platin                                                              | 14.000    |
| Schweden (IFPI)              | 2× Platin                                                              | 60.000    |
| Schweiz (IFPI)               | Gold                                                                   | 10.000    |
| Spanien (Promusicae)         | Platin                                                                 | 40.000    |
| Vereinigte Staaten (RIAA)    | 2× Platin                                                              | 2.000.000 |
| Vereinigtes Königreich (BPI) | Platin                                                                 | 300.000   |
| Insgesamt                    | 1× Gold · 39× Platin · 1× Diamant ·                                    | 3.614.000 |

## Auszeichnungen nach Singles

### Six Feet Under
| Land/Region                  | Auszeichnungen für Musikverkäufe (Land/Region, Auszeichnung, Verkäufe) | Verkäufe  |
| ---------------------------- | ---------------------------------------------------------------------- | --------- |
| Australien (ARIA)            | 2× Platin                                                              | 140.000   |
| Brasilien (PMB)              | Platin                                                                 | 60.000    |
| Dänemark (IFPI)              | Gold                                                                   | 45.000    |
| Frankreich (SNEP)            | Gold                                                                   | 100.000   |
| Kanada (MC)                  | 2× Platin                                                              | 160.000   |
| Mexiko (AMPROFON)            | Gold                                                                   | 30.000    |
| Neuseeland (RMNZ)            | Platin                                                                 | 30.000    |
| Österreich (IFPI)            | Gold                                                                   | 15.000    |
| Polen (ZPAV)                 | Gold                                                                   | 10.000    |
| Portugal (AFP)               | Gold                                                                   | 5.000     |
| Vereinigte Staaten (RIAA)    | Gold                                                                   | 500.000   |
| Vereinigtes Königreich (BPI) | Silber                                                                 | 200.000   |
| Insgesamt                    | 1× Silber · 7× Gold · 6× Platin ·                                      | 1.295.000 |

### Ocean Eyes
| Land/Region                  | Auszeichnungen für Musikverkäufe (Land/Region, Auszeichnung, Verkäufe) | Verkäufe  |
| ---------------------------- | ---------------------------------------------------------------------- | --------- |
| Australien (ARIA)            | 10× Platin                                                             | 700.000   |
| Brasilien (PMB)              | 2× Platin                                                              | 120.000   |
| Dänemark (IFPI)              | 5× Platin · + 2× Platin (Blackbear Remix)                              | 405.000   |
| Deutschland (BVMI)           | Gold                                                                   | 200.000   |
| Finnland (IFPI)              | Gold                                                                   | 20.000    |
| Frankreich (SNEP)            | Diamant                                                                | 333.333   |
| Italien (FIMI)               | Platin                                                                 | 70.000    |
| Kanada (MC)                  | 9× Platin                                                              | 720.000   |
| Mexiko (AMPROFON)            | 2× Diamant · + 4× Platin                                               | 840.000   |
| Neuseeland (RMNZ)            | 7× Platin                                                              | 210.000   |
| Norwegen (IFPI)              | Gold                                                                   | 30.000    |
| Polen (ZPAV)                 | 3× Platin                                                              | 150.000   |
| Portugal (AFP)               | 2× Platin                                                              | 20.000    |
| Österreich (IFPI)            | 2× Platin                                                              | 60.000    |
| Schweiz (IFPI)               | 2× Platin                                                              | 40.000    |
| Spanien (Promusicae)         | Platin                                                                 | 60.000    |
| Vereinigte Staaten (RIAA)    | 3× Platin                                                              | 3.000.000 |
| Vereinigtes Königreich (BPI) | 3× Platin                                                              | 1.800.000 |
| Insgesamt                    | 3× Gold · 56× Platin · 3× Diamant ·                                    | 9.023.333 |

### Bellyache
| Land/Region                  | Auszeichnungen für Musikverkäufe (Land/Region, Auszeichnung, Verkäufe) | Verkäufe  |
| ---------------------------- | ---------------------------------------------------------------------- | --------- |
| Australien (ARIA)            | 6× Platin                                                              | 420.000   |
| Brasilien (PMB)              | 2× Platin                                                              | 80.000    |
| Dänemark (IFPI)              | Platin                                                                 | 90.000    |
| Deutschland (BVMI)           | Gold                                                                   | 200.000   |
| Frankreich (SNEP)            | Gold                                                                   | 100.000   |
| Italien (FIMI)               | Gold                                                                   | 35.000    |
| Kanada (MC)                  | Platin                                                                 | 80.000    |
| Mexiko (AMPROFON)            | 2× Platin                                                              | 120.000   |
| Neuseeland (RMNZ)            | 3× Platin                                                              | 90.000    |
| Österreich (IFPI)            | Platin                                                                 | 30.000    |
| Polen (ZPAV)                 | 2× Platin                                                              | 40.000    |
| Portugal (AFP)               | Platin                                                                 | 10.000    |
| Schweiz (IFPI)               | Platin                                                                 | 20.000    |
| Spanien (Promusicae)         | Platin                                                                 | 60.000    |
| Vereinigte Staaten (RIAA)    | 2× Platin                                                              | 2.000.000 |
| Vereinigtes Königreich (BPI) | Platin                                                                 | 839.000   |
| Insgesamt                    | 3× Gold · 24× Platin ·                                                 | 4.214.000 |

### Bored
| Land/Region                  | Auszeichnungen für Musikverkäufe (Land/Region, Auszeichnung, Verkäufe) | Verkäufe  |
| ---------------------------- | ---------------------------------------------------------------------- | --------- |
| Australien (ARIA)            | 3× Platin                                                              | 210.000   |
| Brasilien (PMB)              | Diamant                                                                | 160.000   |
| Dänemark (IFPI)              | Gold                                                                   | 45.000    |
| Frankreich (SNEP)            | Platin                                                                 | 200.000   |
| Griechenland (IFPI)          | Gold                                                                   | 10.000    |
| Italien (FIMI)               | Gold                                                                   | 50.000    |
| Kanada (MC)                  | 2× Platin                                                              | 160.000   |
| Mexiko (AMPROFON)            | Gold                                                                   | 30.000    |
| Österreich (IFPI)            | Platin                                                                 | 30.000    |
| Polen (ZPAV)                 | Platin                                                                 | 50.000    |
| Portugal (AFP)               | Gold                                                                   | 5.000     |
| Schweiz (IFPI)               | Gold                                                                   | 10.000    |
| Spanien (Promusicae)         | Gold                                                                   | 30.000    |
| Vereinigte Staaten (RIAA)    | Gold                                                                   | 500.000   |
| Vereinigtes Königreich (BPI) | Platin                                                                 | 600.000   |
| Insgesamt                    | 8× Gold · 9× Platin · 1× Diamant ·                                     | 2.090.000 |

### Watch
| Land/Region                  | Auszeichnungen für Musikverkäufe (Land/Region, Auszeichnung, Verkäufe) | Verkäufe  |
| ---------------------------- | ---------------------------------------------------------------------- | --------- |
| Australien (ARIA)            | 3× Platin                                                              | 210.000   |
| Brasilien (PMB)              | Platin                                                                 | 40.000    |
| Dänemark (IFPI)              | Gold                                                                   | 45.000    |
| Frankreich (SNEP)            | Gold                                                                   | 100.000   |
| Kanada (MC)                  | 2× Platin                                                              | 160.000   |
| Mexiko (AMPROFON)            | Gold                                                                   | 30.000    |
| Neuseeland (RMNZ)            | 2× Platin                                                              | 60.000    |
| Österreich (IFPI)            | Gold                                                                   | 15.000    |
| Polen (ZPAV)                 | Gold                                                                   | 10.000    |
| Portugal (AFP)               | Gold                                                                   | 5.000     |
| Schweiz (IFPI)               | Gold                                                                   | 10.000    |
| Spanien (Promusicae)         | Gold                                                                   | 30.000    |
| Vereinigte Staaten (RIAA)    | Platin                                                                 | 1.000.000 |
| Vereinigtes Königreich (BPI) | Platin                                                                 | 600.000   |
| Insgesamt                    | 8× Gold · 10× Platin ·                                                 | 2.315.000 |

### Copycat
| Land/Region                  | Auszeichnungen für Musikverkäufe (Land/Region, Auszeichnung, Verkäufe) | Verkäufe  |
| ---------------------------- | ---------------------------------------------------------------------- | --------- |
| Australien (ARIA)            | 2× Platin                                                              | 140.000   |
| Brasilien (PMB)              | 2× Platin                                                              | 80.000    |
| Dänemark (IFPI)              | Gold                                                                   | 45.000    |
| Frankreich (SNEP)            | Gold                                                                   | 100.000   |
| Kanada (MC)                  | 3× Platin                                                              | 240.000   |
| Mexiko (AMPROFON)            | 2× Platin                                                              | 120.000   |
| Neuseeland (RMNZ)            | Platin                                                                 | 30.000    |
| Österreich (IFPI)            | Gold                                                                   | 15.000    |
| Polen (ZPAV)                 | Platin                                                                 | 20.000    |
| Portugal (AFP)               | Gold                                                                   | 5.000     |
| Schweiz (IFPI)               | Platin                                                                 | 20.000    |
| Spanien (Promusicae)         | Gold                                                                   | 30.000    |
| Vereinigte Staaten (RIAA)    | Platin                                                                 | 1.000.000 |
| Vereinigtes Königreich (BPI) | Gold                                                                   | 400.000   |
| Insgesamt                    | 6× Gold · 13× Platin ·                                                 | 2.245.000 |

### Idontwannabeyouanymore
| Land/Region                  | Auszeichnungen für Musikverkäufe (Land/Region, Auszeichnung, Verkäufe) | Verkäufe  |
| ---------------------------- | ---------------------------------------------------------------------- | --------- |
| Australien (ARIA)            | 4× Platin                                                              | 280.000   |
| Brasilien (PMB)              | 3× Platin                                                              | 120.000   |
| Dänemark (IFPI)              | Platin                                                                 | 90.000    |
| Frankreich (SNEP)            | Platin                                                                 | 200.000   |
| Italien (FIMI)               | Gold                                                                   | 35.000    |
| Kanada (MC)                  | 5× Platin                                                              | 400.000   |
| Mexiko (AMPROFON)            | 5× Gold                                                                | 150.000   |
| Neuseeland (RMNZ)            | 3× Platin                                                              | 90.000    |
| Österreich (IFPI)            | Platin                                                                 | 30.000    |
| Polen (ZPAV)                 | Platin                                                                 | 20.000    |
| Portugal (AFP)               | Platin                                                                 | 10.000    |
| Schweiz (IFPI)               | Platin                                                                 | 20.000    |
| Spanien (Promusicae)         | Platin                                                                 | 60.000    |
| Vereinigte Staaten (RIAA)    | 2× Platin                                                              | 2.000.000 |
| Vereinigtes Königreich (BPI) | Platin                                                                 | 600.000   |
| Insgesamt                    | 2× Gold · 27× Platin ·                                                 | 4.105.000 |

### My Boy
| Land/Region                  | Auszeichnungen für Musikverkäufe (Land/Region, Auszeichnung, Verkäufe) | Verkäufe  |
| ---------------------------- | ---------------------------------------------------------------------- | --------- |
| Australien (ARIA)            | 2× Platin                                                              | 140.000   |
| Brasilien (PMB)              | Platin                                                                 | 40.000    |
| Dänemark (IFPI)              | Gold                                                                   | 45.000    |
| Frankreich (SNEP)            | Gold                                                                   | 100.000   |
| Kanada (MC)                  | 3× Platin                                                              | 240.000   |
| Neuseeland (RMNZ)            | 2× Platin                                                              | 60.000    |
| Österreich (IFPI)            | Gold                                                                   | 15.000    |
| Polen (ZPAV)                 | Gold                                                                   | 10.000    |
| Portugal (AFP)               | Gold                                                                   | 5.000     |
| Schweiz (IFPI)               | Gold                                                                   | 10.000    |
| Spanien (Promusicae)         | Gold                                                                   | 30.000    |
| Vereinigte Staaten (RIAA)    | Gold                                                                   | 500.000   |
| Vereinigtes Königreich (BPI) | Gold                                                                   | 400.000   |
| Insgesamt                    | 9× Gold · 8× Platin ·                                                  | 1.595.000 |

### Bitches Broken Hearts
| Land/Region                  | Auszeichnungen für Musikverkäufe (Land/Region, Auszeichnung, Verkäufe) | Verkäufe  |
| ---------------------------- | ---------------------------------------------------------------------- | --------- |
| Australien (ARIA)            | Platin                                                                 | 70.000    |
| Brasilien (PMB)              | Platin                                                                 | 40.000    |
| Dänemark (IFPI)              | Gold                                                                   | 45.000    |
| Kanada (MC)                  | 2× Platin                                                              | 160.000   |
| Mexiko (AMPROFON)            | Gold                                                                   | 30.000    |
| Neuseeland (RMNZ)            | Platin                                                                 | 30.000    |
| Polen (ZPAV)                 | Gold                                                                   | 10.000    |
| Portugal (AFP)               | Gold                                                                   | 5.000     |
| Schweiz (IFPI)               | Gold                                                                   | 10.000    |
| Vereinigte Staaten (RIAA)    | Platin                                                                 | 1.000.000 |
| Vereinigtes Königreich (BPI) | Silber                                                                 | 200.000   |
| Insgesamt                    | 1× Silber · 5× Gold · 6× Platin ·                                      | 1.600.000 |

### &Burn
| Land/Region                  | Auszeichnungen für Musikverkäufe (Land/Region, Auszeichnung, Verkäufe) | Verkäufe |
| ---------------------------- | ---------------------------------------------------------------------- | -------- |
| Australien (ARIA)            | Platin                                                                 | 70.000   |
| Brasilien (PMB)              | Gold                                                                   | 20.000   |
| Kanada (MC)                  | Platin                                                                 | 80.000   |
| Neuseeland (RMNZ)            | Gold                                                                   | 15.000   |
| Vereinigte Staaten (RIAA)    | Gold                                                                   | 500.000  |
| Vereinigtes Königreich (BPI) | Silber                                                                 | 200.000  |
| Insgesamt                    | 1× Silber · 3× Gold · 2× Platin ·                                      | 885.000  |

### Lovely
| Land/Region                  | Auszeichnungen für Musikverkäufe (Land/Region, Auszeichnung, Verkäufe) | Verkäufe   |
| ---------------------------- | ---------------------------------------------------------------------- | ---------- |
| Australien (ARIA)            | 13× Platin                                                             | 910.000    |
| Brasilien (PMB)              | 4× Diamant                                                             | 640.000    |
| Dänemark (IFPI)              | 3× Platin                                                              | 270.000    |
| Deutschland (BVMI)           | 3× Gold                                                                | 600.000    |
| Finnland (IFPI)              | Platin                                                                 | 40.000     |
| Frankreich (SNEP)            | Platin                                                                 | 200.000    |
| Griechenland (IFPI)          | 4× Platin                                                              | 80.000     |
| Italien (FIMI)               | 2× Platin                                                              | 200.000    |
| Kanada (MC)                  | Diamant                                                                | 800.000    |
| Mexiko (AMPROFON)            | 3× Platin                                                              | 180.000    |
| Neuseeland (RMNZ)            | 8× Platin                                                              | 240.000    |
| Norwegen (IFPI)              | 3× Platin                                                              | 180.000    |
| Österreich (IFPI)            | 3× Platin                                                              | 90.000     |
| Polen (ZPAV)                 | Diamant                                                                | 250.000    |
| Portugal (AFP)               | 8× Platin                                                              | 80.000     |
| Schweden (IFPI)              | 2× Platin                                                              | 240.000    |
| Schweiz (IFPI)               | 4× Platin                                                              | 80.000     |
| Spanien (Promusicae)         | 3× Platin                                                              | 180.000    |
| Vereinigte Staaten (RIAA)    | Diamant                                                                | 10.000.000 |
| Vereinigtes Königreich (BPI) | 3× Platin                                                              | 1.900.000  |
| Insgesamt                    | 1× Gold · 62× Platin · 7× Diamant ·                                    | 17.180.000 |

### You Should See Me in a Crown
| Land/Region                  | Auszeichnungen für Musikverkäufe (Land/Region, Auszeichnung, Verkäufe) | Verkäufe  |
| ---------------------------- | ---------------------------------------------------------------------- | --------- |
| Australien (ARIA)            | 4× Platin                                                              | 280.000   |
| Brasilien (PMB)              | Diamant                                                                | 160.000   |
| Dänemark (IFPI)              | Gold                                                                   | 45.000    |
| Deutschland (BVMI)           | Gold                                                                   | 200.000   |
| Italien (FIMI)               | Gold                                                                   | 25.000    |
| Kanada (MC)                  | 4× Platin                                                              | 320.000   |
| Mexiko (AMPROFON)            | Diamant · + 9× Gold                                                    | 570.000   |
| Neuseeland (RMNZ)            | 2× Platin                                                              | 60.000    |
| Österreich (IFPI)            | Platin                                                                 | 30.000    |
| Polen (ZPAV)                 | 2× Platin                                                              | 40.000    |
| Portugal (AFP)               | Platin                                                                 | 10.000    |
| Schweiz (IFPI)               | Platin                                                                 | 20.000    |
| Spanien (Promusicae)         | Gold                                                                   | 30.000    |
| Vereinigte Staaten (RIAA)    | 2× Platin                                                              | 2.000.000 |
| Vereinigtes Königreich (BPI) | Platin                                                                 | 600.000   |
| Insgesamt                    | 5× Gold · 22× Platin · 2× Diamant ·                                    | 4.390.000 |

### When the Party’s Over
| Land/Region                  | Auszeichnungen für Musikverkäufe (Land/Region, Auszeichnung, Verkäufe) | Verkäufe   |
| ---------------------------- | ---------------------------------------------------------------------- | ---------- |
| Australien (ARIA)            | 11× Platin                                                             | 770.000    |
| Belgien (BRMA)               | Platin                                                                 | 40.000     |
| Brasilien (PMB)              | 3× Diamant                                                             | 480.000    |
| Dänemark (IFPI)              | 2× Platin                                                              | 180.000    |
| Deutschland (BVMI)           | Platin                                                                 | 400.000    |
| Finnland (IFPI)              | Gold                                                                   | 20.000     |
| Frankreich (SNEP)            | Diamant                                                                | 333.333    |
| Italien (FIMI)               | Platin                                                                 | 50.000     |
| Kanada (MC)                  | 9× Platin                                                              | 720.000    |
| Mexiko (AMPROFON)            | 2× Platin                                                              | 120.000    |
| Neuseeland (RMNZ)            | 6× Platin                                                              | 180.000    |
| Norwegen (IFPI)              | 3× Platin                                                              | 180.000    |
| Österreich (IFPI)            | 2× Platin                                                              | 60.000     |
| Polen (ZPAV)                 | 4× Platin                                                              | 200.000    |
| Portugal (AFP)               | 2× Platin                                                              | 20.000     |
| Schweden (IFPI)              | 3× Platin                                                              | 240.000    |
| Schweiz (IFPI)               | 3× Platin                                                              | 60.000     |
| Spanien (Promusicae)         | 2× Platin                                                              | 120.000    |
| Vereinigte Staaten (RIAA)    | 4× Platin                                                              | 4.000.000  |
| Vereinigtes Königreich (BPI) | 3× Platin                                                              | 1.800.000  |
| Insgesamt                    | 1× Gold · 59× Platin · 4× Diamant ·                                    | 10.173.333 |

### Come Out and Play
| Land/Region                  | Auszeichnungen für Musikverkäufe (Land/Region, Auszeichnung, Verkäufe) | Verkäufe |
| ---------------------------- | ---------------------------------------------------------------------- | -------- |
| Australien (ARIA)            | Platin                                                                 | 70.000   |
| Brasilien (PMB)              | Platin                                                                 | 40.000   |
| Kanada (MC)                  | Platin                                                                 | 80.000   |
| Neuseeland (RMNZ)            | Platin                                                                 | 30.000   |
| Portugal (AFP)               | Gold                                                                   | 5.000    |
| Schweiz (IFPI)               | Gold                                                                   | 10.000   |
| Spanien (Promusicae)         | Gold                                                                   | 30.000   |
| Vereinigtes Königreich (BPI) | Silber                                                                 | 200.000  |
| Insgesamt                    | 1× Silber · 3× Gold · 4× Platin ·                                      | 465.000  |

### When I Was Older
| Land/Region       | Auszeichnungen für Musikverkäufe (Land/Region, Auszeichnung, Verkäufe) | Verkäufe |
| ----------------- | ---------------------------------------------------------------------- | -------- |
| Australien (ARIA) | Gold                                                                   | 35.000   |
| Brasilien (PMB)   | Gold                                                                   | 20.000   |
| Kanada (MC)       | Gold                                                                   | 40.000   |
| Insgesamt         | 3× Gold ·                                                              | 95.000   |

### Bury a Friend
| Land/Region                  | Auszeichnungen für Musikverkäufe (Land/Region, Auszeichnung, Verkäufe) | Verkäufe  |
| ---------------------------- | ---------------------------------------------------------------------- | --------- |
| Australien (ARIA)            | 6× Platin                                                              | 420.000   |
| Belgien (BRMA)               | Platin                                                                 | 40.000    |
| Brasilien (PMB)              | Diamant                                                                | 160.000   |
| Dänemark (IFPI)              | Platin                                                                 | 90.000    |
| Deutschland (BVMI)           | Gold                                                                   | 200.000   |
| Frankreich (SNEP)            | Platin                                                                 | 200.000   |
| Italien (FIMI)               | Platin                                                                 | 50.000    |
| Kanada (MC)                  | 5× Platin                                                              | 400.000   |
| Mexiko (AMPROFON)            | 3× Platin                                                              | 180.000   |
| Neuseeland (RMNZ)            | 3× Platin                                                              | 90.000    |
| Norwegen (IFPI)              | Platin                                                                 | 60.000    |
| Österreich (IFPI)            | Platin                                                                 | 30.000    |
| Polen (ZPAV)                 | 3× Platin                                                              | 150.000   |
| Portugal (AFP)               | Platin                                                                 | 10.000    |
| Schweden (IFPI)              | 2× Platin                                                              | 240.000   |
| Schweiz (IFPI)               | 2× Platin                                                              | 40.000    |
| Spanien (Promusicae)         | Platin                                                                 | 60.000    |
| Vereinigte Staaten (RIAA)    | 3× Platin                                                              | 3.000.000 |
| Vereinigtes Königreich (BPI) | 2× Platin                                                              | 1.200.000 |
| Insgesamt                    | 1× Gold · 37× Platin · 1× Diamant ·                                    | 6.920.000 |

### Wish You Were Gay
| Land/Region                  | Auszeichnungen für Musikverkäufe (Land/Region, Auszeichnung, Verkäufe) | Verkäufe  |
| ---------------------------- | ---------------------------------------------------------------------- | --------- |
| Australien (ARIA)            | 3× Platin                                                              | 210.000   |
| Brasilien (PMB)              | Diamant                                                                | 160.000   |
| Dänemark (IFPI)              | Platin                                                                 | 90.000    |
| Italien (FIMI)               | Gold                                                                   | 35.000    |
| Kanada (MC)                  | 3× Platin                                                              | 240.000   |
| Mexiko (AMPROFON)            | Diamant · + Gold                                                       | 330.000   |
| Neuseeland (RMNZ)            | 2× Platin                                                              | 60.000    |
| Norwegen (IFPI)              | Gold                                                                   | 30.000    |
| Österreich (IFPI)            | Platin                                                                 | 30.000    |
| Polen (ZPAV)                 | 2× Platin                                                              | 40.000    |
| Portugal (AFP)               | Platin                                                                 | 10.000    |
| Schweden (IFPI)              | Gold                                                                   | 60.000    |
| Schweiz (IFPI)               | Platin                                                                 | 20.000    |
| Spanien (Promusicae)         | Gold                                                                   | 30.000    |
| Vereinigte Staaten (RIAA)    | Platin                                                                 | 1.000.000 |
| Vereinigtes Königreich (BPI) | Platin                                                                 | 600.000   |
| Insgesamt                    | 5× Gold · 15× Platin · 2× Diamant ·                                    | 2.925.000 |

### Bad Guy
| Land/Region                  | Auszeichnungen für Musikverkäufe (Land/Region, Auszeichnung, Verkäufe) | Verkäufe   |
| ---------------------------- | ---------------------------------------------------------------------- | ---------- |
| Australien (ARIA)            | 18× Platin                                                             | 1.260.000  |
| Belgien (BRMA)               | 4× Platin                                                              | 160.000    |
| Brasilien (PMB)              | 6× Diamant                                                             | 960.000    |
| Dänemark (IFPI)              | 4× Platin                                                              | 360.000    |
| Deutschland (BVMI)           | Diamant                                                                | 1.000.000  |
| Finnland (IFPI)              | 7× Platin                                                              | 280.000    |
| Frankreich (SNEP)            | Diamant                                                                | 333.333    |
| Griechenland (IFPI)          | 2× Platin                                                              | 40.000     |
| Italien (FIMI)               | 4× Platin                                                              | 280.000    |
| Japan (RIAJ)                 | Gold                                                                   | 100.000    |
| Kanada (MC)                  | Diamant                                                                | 800.000    |
| Malaysia (RIM)               | Platin                                                                 | 200.000    |
| Mexiko (AMPROFON)            | Diamant · + 3× Platin                                                  | 480.000    |
| Neuseeland (RMNZ)            | 8× Platin                                                              | 240.000    |
| Norwegen (IFPI)              | 4× Platin                                                              | 240.000    |
| Österreich (IFPI)            | 5× Platin                                                              | 150.000    |
| Polen (ZPAV)                 | Diamant                                                                | 100.000    |
| Portugal (AFP)               | 5× Platin · + Gold (Remix)                                             | 55.000     |
| Schweden (IFPI)              | 4× Platin                                                              | 320.000    |
| Schweiz (IFPI)               | 5× Platin                                                              | 100.000    |
| Spanien (Promusicae)         | 4× Platin                                                              | 160.000    |
| Südkorea (KMCA)              | Platin                                                                 | 2.500.000  |
| Vereinigte Staaten (RIAA)    | Diamant                                                                | 10.000.000 |
| Vereinigtes Königreich (BPI) | 5× Platin                                                              | 3.000.000  |
| Insgesamt                    | 2× Gold · 84× Platin · 12× Diamant ·                                   | 23.118.333 |

### All the Good Girls Go to Hell
| Land/Region                  | Auszeichnungen für Musikverkäufe (Land/Region, Auszeichnung, Verkäufe) | Verkäufe  |
| ---------------------------- | ---------------------------------------------------------------------- | --------- |
| Australien (ARIA)            | 2× Platin                                                              | 140.000   |
| Brasilien (PMB)              | Diamant                                                                | 160.000   |
| Dänemark (IFPI)              | Gold                                                                   | 45.000    |
| Frankreich (SNEP)            | Gold                                                                   | 100.000   |
| Italien (FIMI)               | Gold                                                                   | 35.000    |
| Kanada (MC)                  | 3× Platin                                                              | 240.000   |
| Mexiko (AMPROFON)            | Gold                                                                   | 30.000    |
| Neuseeland (RMNZ)            | Platin                                                                 | 30.000    |
| Österreich (IFPI)            | Platin                                                                 | 30.000    |
| Polen (ZPAV)                 | Platin                                                                 | 20.000    |
| Portugal (AFP)               | Platin                                                                 | 10.000    |
| Spanien (Promusicae)         | Gold                                                                   | 30.000    |
| Vereinigte Staaten (RIAA)    | Platin                                                                 | 1.000.000 |
| Vereinigtes Königreich (BPI) | Platin                                                                 | 600.000   |
| Insgesamt                    | 5× Gold · 11× Platin · 1× Diamant ·                                    | 2.470.000 |

### Everything I Wanted
| Land/Region                  | Auszeichnungen für Musikverkäufe (Land/Region, Auszeichnung, Verkäufe) | Verkäufe  |
| ---------------------------- | ---------------------------------------------------------------------- | --------- |
| Australien (ARIA)            | 8× Platin                                                              | 560.000   |
| Belgien (BRMA)               | Platin                                                                 | 40.000    |
| Brasilien (PMB)              | 2× Diamant                                                             | 320.000   |
| Dänemark (IFPI)              | 2× Platin                                                              | 180.000   |
| Deutschland (BVMI)           | Platin                                                                 | 400.000   |
| Finnland (IFPI)              | 2× Platin                                                              | 80.000    |
| Frankreich (SNEP)            | Platin                                                                 | 200.000   |
| Griechenland (IFPI)          | 2× Platin                                                              | 40.000    |
| Kanada (MC)                  | 7× Platin                                                              | 560.000   |
| Italien (FIMI)               | Platin                                                                 | 70.000    |
| Malaysia (RIM)               | Gold                                                                   | 100.000   |
| Neuseeland (RMNZ)            | 4× Platin                                                              | 120.000   |
| Norwegen (IFPI)              | 2× Platin                                                              | 120.000   |
| Österreich (IFPI)            | 2× Platin                                                              | 60.000    |
| Polen (ZPAV)                 | 3× Platin                                                              | 150.000   |
| Portugal (AFP)               | 3× Platin                                                              | 30.000    |
| Schweden (IFPI)              | Platin                                                                 | 120.000   |
| Spanien (Promusicae)         | 2× Platin                                                              | 120.000   |
| Vereinigte Staaten (RIAA)    | 3× Platin                                                              | 3.000.000 |
| Vereinigtes Königreich (BPI) | 2× Platin                                                              | 1.500.000 |
| Insgesamt                    | 1× Gold · 47× Platin · 2× Diamant ·                                    | 7.800.000 |

### No Time to Die
| Land/Region                  | Auszeichnungen für Musikverkäufe (Land/Region, Auszeichnung, Verkäufe) | Verkäufe  |
| ---------------------------- | ---------------------------------------------------------------------- | --------- |
| Australien (ARIA)            | 2× Platin                                                              | 140.000   |
| Brasilien (PMB)              | 3× Platin                                                              | 120.000   |
| Dänemark (IFPI)              | Platin                                                                 | 90.000    |
| Deutschland (BVMI)           | Gold                                                                   | 200.000   |
| Frankreich (SNEP)            | Platin                                                                 | 200.000   |
| Griechenland (IFPI)          | Gold                                                                   | 10.000    |
| Italien (FIMI)               | Gold                                                                   | 35.000    |
| Kanada (MC)                  | 2× Platin                                                              | 160.000   |
| Neuseeland (RMNZ)            | Gold                                                                   | 15.000    |
| Norwegen (IFPI)              | Gold                                                                   | 30.000    |
| Österreich (IFPI)            | Platin                                                                 | 30.000    |
| Polen (ZPAV)                 | 2× Platin                                                              | 100.000   |
| Portugal (AFP)               | Platin                                                                 | 10.000    |
| Spanien (Promusicae)         | Gold                                                                   | 30.000    |
| Vereinigte Staaten (RIAA)    | Platin                                                                 | 1.000.000 |
| Vereinigtes Königreich (BPI) | Platin                                                                 | 984.000   |
| Insgesamt                    | 6× Gold · 15× Platin ·                                                 | 3.154.000 |

### My Future
| Land/Region                  | Auszeichnungen für Musikverkäufe (Land/Region, Auszeichnung, Verkäufe) | Verkäufe  |
| ---------------------------- | ---------------------------------------------------------------------- | --------- |
| Australien (ARIA)            | Platin                                                                 | 70.000    |
| Brasilien (PMB)              | 3× Platin                                                              | 120.000   |
| Dänemark (IFPI)              | Gold                                                                   | 45.000    |
| Frankreich (SNEP)            | Gold                                                                   | 100.000   |
| Kanada (MC)                  | 2× Platin                                                              | 160.000   |
| Mexiko (AMPROFON)            | 3× Gold                                                                | 210.000   |
| Österreich (IFPI)            | Gold                                                                   | 15.000    |
| Polen (ZPAV)                 | Gold                                                                   | 25.000    |
| Portugal (AFP)               | Gold                                                                   | 5.000     |
| Spanien (Promusicae)         | Gold                                                                   | 30.000    |
| Vereinigtes Königreich (BPI) | Gold                                                                   | 400.000   |
| Insgesamt                    | 8× Gold · 7× Platin ·                                                  | 1.180.000 |

### Therefore I Am
| Land/Region                  | Auszeichnungen für Musikverkäufe (Land/Region, Auszeichnung, Verkäufe) | Verkäufe  |
| ---------------------------- | ---------------------------------------------------------------------- | --------- |
| Australien (ARIA)            | 3× Platin                                                              | 210.000   |
| Belgien (BRMA)               | Gold                                                                   | 20.000    |
| Brasilien (PMB)              | Diamant                                                                | 160.000   |
| Dänemark (IFPI)              | Gold                                                                   | 45.000    |
| Deutschland (BVMI)           | Gold                                                                   | 200.000   |
| Finnland (IFPI)              | Platin                                                                 | 40.000    |
| Frankreich (SNEP)            | Platin                                                                 | 200.000   |
| Griechenland (IFPI)          | Gold                                                                   | 10.000    |
| Italien (FIMI)               | Platin                                                                 | 70.000    |
| Kanada (MC)                  | 4× Platin                                                              | 320.000   |
| Mexiko (AMPROFON)            | 4× Platin                                                              | 560.000   |
| Neuseeland (RMNZ)            | Gold                                                                   | 15.000    |
| Österreich (IFPI)            | Platin                                                                 | 30.000    |
| Polen (ZPAV)                 | 2× Platin                                                              | 100.000   |
| Portugal (AFP)               | Platin                                                                 | 10.000    |
| Schweden (IFPI)              | Gold                                                                   | 60.000    |
| Spanien (Promusicae)         | Gold                                                                   | 30.000    |
| Vereinigte Staaten (RIAA)    | Platin                                                                 | 1.000.000 |
| Vereinigtes Königreich (BPI) | Platin                                                                 | 600.000   |
| Insgesamt                    | 7× Gold · 20× Platin · 1× Diamant ·                                    | 3.680.000 |

### Lo vas a olvidar
| Land/Region          | Auszeichnungen für Musikverkäufe (Land/Region, Auszeichnung, Verkäufe) | Verkäufe |
| -------------------- | ---------------------------------------------------------------------- | -------- |
| Spanien (Promusicae) | Gold                                                                   | 30.000   |
| Insgesamt            | 1× Gold ·                                                              | 30.000   |

### Ilomilo
| Land/Region                  | Auszeichnungen für Musikverkäufe (Land/Region, Auszeichnung, Verkäufe) | Verkäufe  |
| ---------------------------- | ---------------------------------------------------------------------- | --------- |
| Australien (ARIA)            | 2× Platin                                                              | 140.000   |
| Brasilien (PMB)              | 2× Platin                                                              | 80.000    |
| Dänemark (IFPI)              | Gold                                                                   | 45.000    |
| Frankreich (SNEP)            | Gold                                                                   | 100.000   |
| Italien (FIMI)               | Gold                                                                   | 35.000    |
| Kanada (MC)                  | 2× Platin                                                              | 160.000   |
| Neuseeland (RMNZ)            | Platin                                                                 | 30.000    |
| Österreich (IFPI)            | Gold                                                                   | 15.000    |
| Polen (ZPAV)                 | Platin                                                                 | 50.000    |
| Portugal (AFP)               | Gold                                                                   | 5.000     |
| Spanien (Promusicae)         | Gold                                                                   | 30.000    |
| Vereinigte Staaten (RIAA)    | Gold                                                                   | 500.000   |
| Vereinigtes Königreich (BPI) | Gold                                                                   | 400.000   |
| Insgesamt                    | 8× Gold · 8× Platin ·                                                  | 1.590.000 |

### Your Power
| Land/Region                  | Auszeichnungen für Musikverkäufe (Land/Region, Auszeichnung, Verkäufe) | Verkäufe  |
| ---------------------------- | ---------------------------------------------------------------------- | --------- |
| Australien (ARIA)            | 2× Platin                                                              | 140.000   |
| Brasilien (PMB)              | 3× Platin                                                              | 120.000   |
| Dänemark (IFPI)              | Gold                                                                   | 45.000    |
| Frankreich (SNEP)            | Gold                                                                   | 100.000   |
| Italien (FIMI)               | Gold                                                                   | 50.000    |
| Kanada (MC)                  | 2× Platin                                                              | 160.000   |
| Mexiko (AMPROFON)            | Gold                                                                   | 70.000    |
| Österreich (IFPI)            | Gold                                                                   | 15.000    |
| Polen (ZPAV)                 | Gold                                                                   | 25.000    |
| Portugal (AFP)               | Gold                                                                   | 5.000     |
| Spanien (Promusicae)         | Gold                                                                   | 30.000    |
| Vereinigtes Königreich (BPI) | Gold                                                                   | 400.000   |
| Insgesamt                    | 9× Gold · 7× Platin ·                                                  | 1.160.000 |

### Lost Cause
| Land/Region                  | Auszeichnungen für Musikverkäufe (Land/Region, Auszeichnung, Verkäufe) | Verkäufe |
| ---------------------------- | ---------------------------------------------------------------------- | -------- |
| Australien (ARIA)            | Platin                                                                 | 70.000   |
| Brasilien (PMB)              | 2× Platin                                                              | 80.000   |
| Kanada (MC)                  | Platin                                                                 | 80.000   |
| Polen (ZPAV)                 | Gold                                                                   | 25.000   |
| Portugal (AFP)               | Gold                                                                   | 5.000    |
| Vereinigtes Königreich (BPI) | Silber                                                                 | 200.000  |
| Insgesamt                    | 1× Silber · 2× Gold · 4× Platin ·                                      | 460.000  |

### NDA
| Land/Region                  | Auszeichnungen für Musikverkäufe (Land/Region, Auszeichnung, Verkäufe) | Verkäufe |
| ---------------------------- | ---------------------------------------------------------------------- | -------- |
| Australien (ARIA)            | Platin                                                                 | 70.000   |
| Brasilien (PMB)              | 2× Platin                                                              | 80.000   |
| Frankreich (SNEP)            | Gold                                                                   | 100.000  |
| Kanada (MC)                  | Platin                                                                 | 80.000   |
| Mexiko (AMPROFON)            | Gold                                                                   | 70.000   |
| Österreich (IFPI)            | Gold                                                                   | 15.000   |
| Polen (ZPAV)                 | Platin                                                                 | 50.000   |
| Vereinigtes Königreich (BPI) | Silber                                                                 | 200.000  |
| Insgesamt                    | 1× Silber · 3× Gold · 5× Platin ·                                      | 665.000  |

### Happier Than Ever
| Land/Region                  | Auszeichnungen für Musikverkäufe (Land/Region, Auszeichnung, Verkäufe) | Verkäufe  |
| ---------------------------- | ---------------------------------------------------------------------- | --------- |
| Australien (ARIA)            | 5× Platin                                                              | 350.000   |
| Belgien (BRMA)               | Gold                                                                   | 20.000    |
| Brasilien (PMB)              | 3× Diamant                                                             | 480.000   |
| Dänemark (IFPI)              | Platin                                                                 | 90.000    |
| Deutschland (BVMI)           | Gold                                                                   | 200.000   |
| Frankreich (SNEP)            | Diamant                                                                | 333.333   |
| Griechenland (IFPI)          | Platin                                                                 | 20.000    |
| Italien (FIMI)               | Platin                                                                 | 100.000   |
| Kanada (MC)                  | 6× Platin                                                              | 480.000   |
| Mexiko (AMPROFON)            | 3× Platin                                                              | 420.000   |
| Neuseeland (RMNZ)            | 4× Platin                                                              | 120.000   |
| Österreich (IFPI)            | 2× Platin                                                              | 60.000    |
| Polen (ZPAV)                 | 3× Platin                                                              | 150.000   |
| Portugal (AFP)               | 3× Platin                                                              | 30.000    |
| Schweden (IFPI)              | Gold                                                                   | 60.000    |
| Spanien (Promusicae)         | 2× Platin                                                              | 120.000   |
| Vereinigtes Königreich (BPI) | 2× Platin                                                              | 1.300.000 |
| Insgesamt                    | 3× Gold · 33× Platin · 4× Diamant ·                                    | 4.333.333 |

### Never Felt So Alone
| Land/Region                  | Auszeichnungen für Musikverkäufe (Land/Region, Auszeichnung, Verkäufe) | Verkäufe  |
| ---------------------------- | ---------------------------------------------------------------------- | --------- |
| Australien (ARIA)            | Gold                                                                   | 35.000    |
| Polen (ZPAV)                 | Gold                                                                   | 25.000    |
| Vereinigte Staaten (RIAA)    | Platin                                                                 | 1.000.000 |
| Vereinigtes Königreich (BPI) | Silber                                                                 | 200.000   |
| Insgesamt                    | 1× Silber · 2× Gold · 1× Platin ·                                      | 1.260.000 |

### Hotline (Edit)
| Land/Region                  | Auszeichnungen für Musikverkäufe (Land/Region, Auszeichnung, Verkäufe) | Verkäufe |
| ---------------------------- | ---------------------------------------------------------------------- | -------- |
| Australien (ARIA)            | Platin                                                                 | 70.000   |
| Brasilien (PMB)              | 2× Platin                                                              | 80.000   |
| Frankreich (SNEP)            | Gold                                                                   | 100.000  |
| Griechenland (IFPI)          | Gold                                                                   | 10.000   |
| Vereinigtes Königreich (BPI) | Silber                                                                 | 200.000  |
| Insgesamt                    | 1× Silber · 2× Gold · 3× Platin ·                                      | 460.000  |

### What Was I Made For?
| Land/Region                  | Auszeichnungen für Musikverkäufe (Land/Region, Auszeichnung, Verkäufe) | Verkäufe  |
| ---------------------------- | ---------------------------------------------------------------------- | --------- |
| Australien (ARIA)            | 4× Platin                                                              | 280.000   |
| Belgien (BRMA)               | 2× Platin                                                              | 80.000    |
| Brasilien (PMB)              | 2× Diamant                                                             | 320.000   |
| Dänemark (IFPI)              | Platin                                                                 | 90.000    |
| Frankreich (SNEP)            | Diamant                                                                | 333.333   |
| Deutschland (BVMI)           | Gold                                                                   | 300.000   |
| Griechenland (IFPI)          | Gold                                                                   | 10.000    |
| Italien (FIMI)               | Platin                                                                 | 100.000   |
| Kanada (MC)                  | 4× Platin                                                              | 320.000   |
| Neuseeland (RMNZ)            | Platin                                                                 | 30.000    |
| Österreich (IFPI)            | Gold                                                                   | 15.000    |
| Polen (ZPAV)                 | 2× Platin                                                              | 100.000   |
| Portugal (AFP)               | 3× Platin                                                              | 30.000    |
| Schweden (IFPI)              | Platin                                                                 | 120.000   |
| Schweiz (IFPI)               | Gold                                                                   | 10.000    |
| Spanien (Promusicae)         | Platin                                                                 | 60.000    |
| Vereinigte Staaten (RIAA)    | Platin                                                                 | 1.000.000 |
| Vereinigtes Königreich (BPI) | 2× Platin                                                              | 1.200.000 |
| Insgesamt                    | 4× Gold · 23× Platin · 3× Diamant ·                                    | 4.398.333 |

### Lunch
| Land/Region                  | Auszeichnungen für Musikverkäufe (Land/Region, Auszeichnung, Verkäufe) | Verkäufe  |
| ---------------------------- | ---------------------------------------------------------------------- | --------- |
| Australien (ARIA)            | 3× Platin                                                              | 210.000   |
| Belgien (BRMA)               | Platin                                                                 | 40.000    |
| Dänemark (IFPI)              | Gold                                                                   | 45.000    |
| Frankreich (SNEP)            | Platin                                                                 | 200.000   |
| Griechenland (IFPI)          | Gold                                                                   | 10.000    |
| Italien (FIMI)               | Gold                                                                   | 50.000    |
| Kanada (MC)                  | 3× Platin                                                              | 240.000   |
| Neuseeland (RMNZ)            | Gold                                                                   | 15.000    |
| Österreich (IFPI)            | Gold                                                                   | 15.000    |
| Polen (ZPAV)                 | Platin                                                                 | 50.000    |
| Portugal (AFP)               | Platin                                                                 | 10.000    |
| Spanien (Promusicae)         | Gold                                                                   | 30.000    |
| Vereinigte Staaten (RIAA)    | Platin                                                                 | 1.000.000 |
| Vereinigtes Königreich (BPI) | Platin                                                                 | 600.000   |
| Zentralamerika (CFC)         | Gold                                                                   | 35.000    |
| Insgesamt                    | 7× Gold · 11× Platin ·                                                 | 2.550.000 |

### L’Amour De Ma Vie
| Land/Region                  | Auszeichnungen für Musikverkäufe (Land/Region, Auszeichnung, Verkäufe) | Verkäufe  |
| ---------------------------- | ---------------------------------------------------------------------- | --------- |
| Australien (ARIA)            | Platin                                                                 | 70.000    |
| Belgien (BRMA)               | Gold                                                                   | 20.000    |
| Brasilien (PMB)              | 3× Platin                                                              | 120.000   |
| Frankreich (SNEP)            | Gold                                                                   | 100.000   |
| Kanada (MC)                  | Platin                                                                 | 80.000    |
| Portugal (AFP)               | Gold                                                                   | 5.000     |
| Spanien (Promusicae)         | Gold                                                                   | 30.000    |
| Vereinigte Staaten (RIAA)    | Platin                                                                 | 1.000.000 |
| Vereinigtes Königreich (BPI) | Silber                                                                 | 200.000   |
| Insgesamt                    | 1× Silber · 4× Gold · 6× Platin ·                                      | 1.625.000 |

### Guess
| Land/Region                  | Auszeichnungen für Musikverkäufe (Land/Region, Auszeichnung, Verkäufe) | Verkäufe  |
| ---------------------------- | ---------------------------------------------------------------------- | --------- |
| Australien (ARIA)            | Platin                                                                 | 70.000    |
| Belgien (BRMA)               | Gold                                                                   | 20.000    |
| Dänemark (IFPI)              | Gold                                                                   | 45.000    |
| Frankreich (SNEP)            | Gold                                                                   | 100.000   |
| Kanada (MC)                  | 2× Platin                                                              | 160.000   |
| Neuseeland (RMNZ)            | Platin                                                                 | 30.000    |
| Österreich (IFPI)            | Gold                                                                   | 15.000    |
| Polen (ZPAV)                 | Platin                                                                 | 50.000    |
| Portugal (AFP)               | Gold                                                                   | 5.000     |
| Spanien (Promusicae)         | Gold                                                                   | 30.000    |
| Vereinigtes Königreich (BPI) | Platin                                                                 | 600.000   |
| Insgesamt                    | 6× Gold · 6× Platin ·                                                  | 1.125.000 |

### Birds of a Feather
| Land/Region                  | Auszeichnungen für Musikverkäufe (Land/Region, Auszeichnung, Verkäufe) | Verkäufe   |
| ---------------------------- | ---------------------------------------------------------------------- | ---------- |
| Australien (ARIA)            | 9× Platin                                                              | 630.000    |
| Belgien (BRMA)               | 3× Platin                                                              | 120.000    |
| Brasilien (PMB)              | 3× Diamant                                                             | 480.000    |
| Dänemark (IFPI)              | 2× Platin                                                              | 180.000    |
| Deutschland (BVMI)           | Platin                                                                 | 600.000    |
| Frankreich (SNEP)            | Diamant                                                                | 333.333    |
| Griechenland (IFPI)          | 4× Platin                                                              | 80.000     |
| Italien (FIMI)               | Platin                                                                 | 100.000    |
| Kanada (MC)                  | 8× Platin                                                              | 640.000    |
| Neuseeland (RMNZ)            | 5× Platin                                                              | 150.000    |
| Österreich (IFPI)            | Platin                                                                 | 30.000     |
| Polen (ZPAV)                 | 3× Platin                                                              | 150.000    |
| Portugal (AFP)               | 6× Platin                                                              | 60.000     |
| Schweiz (IFPI)               | 2× Platin                                                              | 60.000     |
| Spanien (Promusicae)         | 2× Platin                                                              | 120.000    |
| Vereinigte Staaten (RIAA)    | 5× Platin                                                              | 5.000.000  |
| Vereinigtes Königreich (BPI) | 3× Platin                                                              | 1.800.000  |
| Zentralamerika (CFC)         | 2× Platin                                                              | 140.000    |
| Insgesamt                    | 57× Platin · 4× Diamant ·                                              | 10.673.333 |

## Auszeichnungen nach Liedern

### Party Favor
| Land/Region                  | Auszeichnungen für Musikverkäufe (Land/Region, Auszeichnung, Verkäufe) | Verkäufe |
| ---------------------------- | ---------------------------------------------------------------------- | -------- |
| Australien (ARIA)            | Platin                                                                 | 70.000   |
| Brasilien (PMB)              | Gold                                                                   | 20.000   |
| Kanada (MC)                  | Platin                                                                 | 80.000   |
| Vereinigte Staaten (RIAA)    | Gold                                                                   | 500.000  |
| Vereinigtes Königreich (BPI) | Silber                                                                 | 200.000  |
| Insgesamt                    | 1× Silber · 2× Gold · 2× Platin ·                                      | 870.000  |

### Hostage
| Land/Region                  | Auszeichnungen für Musikverkäufe (Land/Region, Auszeichnung, Verkäufe) | Verkäufe  |
| ---------------------------- | ---------------------------------------------------------------------- | --------- |
| Australien (ARIA)            | 2× Platin                                                              | 140.000   |
| Brasilien (PMB)              | Platin                                                                 | 40.000    |
| Dänemark (IFPI)              | Gold                                                                   | 45.000    |
| Frankreich (SNEP)            | Gold                                                                   | 100.000   |
| Kanada (MC)                  | 2× Platin                                                              | 160.000   |
| Mexiko (AMPROFON)            | Gold                                                                   | 30.000    |
| Neuseeland (RMNZ)            | Platin                                                                 | 30.000    |
| Österreich (IFPI)            | Gold                                                                   | 15.000    |
| Polen (ZPAV)                 | Gold                                                                   | 10.000    |
| Portugal (AFP)               | Gold                                                                   | 5.000     |
| Schweiz (IFPI)               | Gold                                                                   | 10.000    |
| Vereinigte Staaten (RIAA)    | Platin                                                                 | 1.000.000 |
| Vereinigtes Königreich (BPI) | Gold                                                                   | 400.000   |
| Insgesamt                    | 8× Gold · 7× Platin ·                                                  | 1.985.000 |

### Xanny
| Land/Region                  | Auszeichnungen für Musikverkäufe (Land/Region, Auszeichnung, Verkäufe) | Verkäufe  |
| ---------------------------- | ---------------------------------------------------------------------- | --------- |
| Australien (ARIA)            | 2× Platin                                                              | 140.000   |
| Brasilien (PMB)              | 3× Platin                                                              | 120.000   |
| Dänemark (IFPI)              | Gold                                                                   | 45.000    |
| Kanada (MC)                  | 2× Platin                                                              | 160.000   |
| Neuseeland (RMNZ)            | Platin                                                                 | 30.000    |
| Österreich (IFPI)            | Gold                                                                   | 15.000    |
| Polen (ZPAV)                 | Gold                                                                   | 10.000    |
| Portugal (AFP)               | Gold                                                                   | 5.000     |
| Vereinigte Staaten (RIAA)    | Platin                                                                 | 1.000.000 |
| Vereinigtes Königreich (BPI) | Gold                                                                   | 400.000   |
| Insgesamt                    | 5× Gold · 9× Platin ·                                                  | 1.925.000 |

### My Strange Addiction
| Land/Region                  | Auszeichnungen für Musikverkäufe (Land/Region, Auszeichnung, Verkäufe) | Verkäufe  |
| ---------------------------- | ---------------------------------------------------------------------- | --------- |
| Australien (ARIA)            | 2× Platin                                                              | 140.000   |
| Brasilien (PMB)              | 2× Platin                                                              | 80.000    |
| Dänemark (IFPI)              | Gold                                                                   | 45.000    |
| Frankreich (SNEP)            | Gold                                                                   | 100.000   |
| Kanada (MC)                  | 2× Platin                                                              | 160.000   |
| Mexiko (AMPROFON)            | Gold                                                                   | 30.000    |
| Neuseeland (RMNZ)            | Platin                                                                 | 30.000    |
| Österreich (IFPI)            | Gold                                                                   | 15.000    |
| Polen (ZPAV)                 | Gold                                                                   | 10.000    |
| Portugal (AFP)               | Gold                                                                   | 5.000     |
| Spanien (Promusicae)         | Gold                                                                   | 30.000    |
| Vereinigte Staaten (RIAA)    | Platin                                                                 | 1.000.000 |
| Vereinigtes Königreich (BPI) | Gold                                                                   | 400.000   |
| Insgesamt                    | 8× Gold · 8× Platin ·                                                  | 2.045.000 |

### I Love You
| Land/Region                  | Auszeichnungen für Musikverkäufe (Land/Region, Auszeichnung, Verkäufe) | Verkäufe  |
| ---------------------------- | ---------------------------------------------------------------------- | --------- |
| Australien (ARIA)            | 4× Platin                                                              | 280.000   |
| Brasilien (PMB)              | Diamant                                                                | 160.000   |
| Dänemark (IFPI)              | Platin                                                                 | 90.000    |
| Frankreich (SNEP)            | Platin                                                                 | 200.000   |
| Italien (FIMI)               | Gold                                                                   | 35.000    |
| Kanada (MC)                  | 4× Platin                                                              | 240.000   |
| Mexiko (AMPROFON)            | Gold                                                                   | 30.000    |
| Neuseeland (RMNZ)            | 2× Platin                                                              | 60.000    |
| Norwegen (IFPI)              | Gold                                                                   | 30.000    |
| Österreich (IFPI)            | Platin                                                                 | 30.000    |
| Polen (ZPAV)                 | Platin                                                                 | 20.000    |
| Portugal (AFP)               | Platin                                                                 | 10.000    |
| Schweiz (IFPI)               | Gold                                                                   | 10.000    |
| Spanien (Promusicae)         | Platin                                                                 | 60.000    |
| Vereinigte Staaten (RIAA)    | Platin                                                                 | 1.000.000 |
| Vereinigtes Königreich (BPI) | Platin                                                                 | 600.000   |
| Insgesamt                    | 4× Gold · 18× Platin · 1× Diamant ·                                    | 2.935.000 |

### 8
| Land/Region                  | Auszeichnungen für Musikverkäufe (Land/Region, Auszeichnung, Verkäufe) | Verkäufe |
| ---------------------------- | ---------------------------------------------------------------------- | -------- |
| Australien (ARIA)            | Platin                                                                 | 70.000   |
| Brasilien (PMB)              | Platin                                                                 | 40.000   |
| Kanada (MC)                  | Platin                                                                 | 80.000   |
| Portugal (AFP)               | Gold                                                                   | 5.000    |
| Vereinigte Staaten (RIAA)    | Gold                                                                   | 500.000  |
| Vereinigtes Königreich (BPI) | Silber                                                                 | 200.000  |
| Insgesamt                    | 1× Silber · 2× Gold · 3× Platin ·                                      | 895.000  |

### Listen Before I Go
| Land/Region                  | Auszeichnungen für Musikverkäufe (Land/Region, Auszeichnung, Verkäufe) | Verkäufe  |
| ---------------------------- | ---------------------------------------------------------------------- | --------- |
| Australien (ARIA)            | 2× Platin                                                              | 140.000   |
| Brasilien (PMB)              | 2× Platin                                                              | 80.000    |
| Dänemark (IFPI)              | Gold                                                                   | 45.000    |
| Frankreich (SNEP)            | Gold                                                                   | 100.000   |
| Kanada (MC)                  | 2× Platin                                                              | 160.000   |
| Neuseeland (RMNZ)            | Platin                                                                 | 30.000    |
| Österreich (IFPI)            | Gold                                                                   | 15.000    |
| Polen (ZPAV)                 | Gold                                                                   | 10.000    |
| Portugal (AFP)               | Gold                                                                   | 5.000     |
| Spanien (Promusicae)         | Gold                                                                   | 30.000    |
| Vereinigte Staaten (RIAA)    | Gold                                                                   | 500.000   |
| Vereinigtes Königreich (BPI) | Gold                                                                   | 400.000   |
| Insgesamt                    | 8× Gold · 7× Platin ·                                                  | 1.515.000 |

### Goodbye
| Land/Region                  | Auszeichnungen für Musikverkäufe (Land/Region, Auszeichnung, Verkäufe) | Verkäufe |
| ---------------------------- | ---------------------------------------------------------------------- | -------- |
| Australien (ARIA)            | Gold                                                                   | 35.000   |
| Brasilien (PMB)              | Platin                                                                 | 40.000   |
| Kanada (MC)                  | Platin                                                                 | 80.000   |
| Vereinigtes Königreich (BPI) | Silber                                                                 | 200.000  |
| Insgesamt                    | 1× Silber · 1× Gold · 2× Platin ·                                      | 355.000  |

### Getting Older
| Land/Region                  | Auszeichnungen für Musikverkäufe (Land/Region, Auszeichnung, Verkäufe) | Verkäufe |
| ---------------------------- | ---------------------------------------------------------------------- | -------- |
| Australien (ARIA)            | Platin                                                                 | 70.000   |
| Brasilien (PMB)              | Platin                                                                 | 40.000   |
| Kanada (MC)                  | Gold                                                                   | 40.000   |
| Vereinigtes Königreich (BPI) | Silber                                                                 | 200.000  |
| Insgesamt                    | 1× Silber · 1× Gold · 2× Platin ·                                      | 350.000  |

### Billie Bossa Nova
| Land/Region                  | Auszeichnungen für Musikverkäufe (Land/Region, Auszeichnung, Verkäufe) | Verkäufe |
| ---------------------------- | ---------------------------------------------------------------------- | -------- |
| Australien (ARIA)            | Platin                                                                 | 70.000   |
| Brasilien (PMB)              | Platin                                                                 | 40.000   |
| Dänemark (IFPI)              | Gold                                                                   | 45.000   |
| Frankreich (SNEP)            | Gold                                                                   | 100.000  |
| Kanada (MC)                  | Gold                                                                   | 40.000   |
| Mexiko (AMPROFON)            | Gold                                                                   | 70.000   |
| Polen (ZPAV)                 | Gold                                                                   | 25.000   |
| Spanien (Promusicae)         | Gold                                                                   | 30.000   |
| Vereinigtes Königreich (BPI) | Silber                                                                 | 200.000  |
| Insgesamt                    | 1× Silber · 6× Gold · 2× Platin ·                                      | 620.000  |

### Oxytocin
| Land/Region       | Auszeichnungen für Musikverkäufe (Land/Region, Auszeichnung, Verkäufe) | Verkäufe |
| ----------------- | ---------------------------------------------------------------------- | -------- |
| Australien (ARIA) | Gold                                                                   | 35.000   |
| Brasilien (PMB)   | 2× Platin                                                              | 80.000   |
| Kanada (MC)       | Gold                                                                   | 40.000   |
| Mexiko (AMPROFON) | Platin                                                                 | 140.000  |
| Insgesamt         | 2× Gold · 3× Platin ·                                                  | 295.000  |

### I Didn’t Change My Number
| Land/Region                  | Auszeichnungen für Musikverkäufe (Land/Region, Auszeichnung, Verkäufe) | Verkäufe |
| ---------------------------- | ---------------------------------------------------------------------- | -------- |
| Australien (ARIA)            | Platin                                                                 | 70.000   |
| Brasilien (PMB)              | Platin                                                                 | 40.000   |
| Kanada (MC)                  | Gold                                                                   | 40.000   |
| Vereinigtes Königreich (BPI) | Silber                                                                 | 200.000  |
| Insgesamt                    | 1× Silber · 1× Gold · 2× Platin ·                                      | 350.000  |

### Halley’s Comet
| Land/Region                  | Auszeichnungen für Musikverkäufe (Land/Region, Auszeichnung, Verkäufe) | Verkäufe |
| ---------------------------- | ---------------------------------------------------------------------- | -------- |
| Australien (ARIA)            | Gold                                                                   | 35.000   |
| Brasilien (PMB)              | 2× Platin                                                              | 80.000   |
| Vereinigtes Königreich (BPI) | Silber                                                                 | 200.000  |
| Insgesamt                    | 1× Silber · 1× Gold · 2× Platin ·                                      | 315.000  |

### TV
| Land/Region                  | Auszeichnungen für Musikverkäufe (Land/Region, Auszeichnung, Verkäufe) | Verkäufe  |
| ---------------------------- | ---------------------------------------------------------------------- | --------- |
| Australien (ARIA)            | Platin                                                                 | 70.000    |
| Brasilien (PMB)              | Diamant                                                                | 160.000   |
| Dänemark (IFPI)              | Gold                                                                   | 45.000    |
| Frankreich (SNEP)            | Gold                                                                   | 100.000   |
| Kanada (MC)                  | Platin                                                                 | 80.000    |
| Österreich (IFPI)            | Gold                                                                   | 15.000    |
| Polen (ZPAV)                 | Gold                                                                   | 25.000    |
| Spanien (Promusicae)         | Gold                                                                   | 30.000    |
| Vereinigtes Königreich (BPI) | Platin                                                                 | 600.000   |
| Insgesamt                    | 5× Gold · 3× Platin · 1× Diamant ·                                     | 1.125.000 |

### The 30th
| Land/Region                  | Auszeichnungen für Musikverkäufe (Land/Region, Auszeichnung, Verkäufe) | Verkäufe |
| ---------------------------- | ---------------------------------------------------------------------- | -------- |
| Australien (ARIA)            | Platin                                                                 | 70.000   |
| Brasilien (PMB)              | Gold                                                                   | 20.000   |
| Kanada (MC)                  | Gold                                                                   | 40.000   |
| Vereinigtes Königreich (BPI) | Silber                                                                 | 200.000  |
| Insgesamt                    | 1× Silber · 2× Gold · 1× Platin ·                                      | 330.000  |

### Male Fantasy
| Land/Region                  | Auszeichnungen für Musikverkäufe (Land/Region, Auszeichnung, Verkäufe) | Verkäufe |
| ---------------------------- | ---------------------------------------------------------------------- | -------- |
| Australien (ARIA)            | Platin                                                                 | 70.000   |
| Brasilien (PMB)              | Platin                                                                 | 40.000   |
| Kanada (MC)                  | Gold                                                                   | 40.000   |
| Vereinigtes Königreich (BPI) | Silber                                                                 | 200.000  |
| Insgesamt                    | 1× Silber · 1× Gold · 2× Platin ·                                      | 350.000  |

### OverHeated
| Land/Region       | Auszeichnungen für Musikverkäufe (Land/Region, Auszeichnung, Verkäufe) | Verkäufe |
| ----------------- | ---------------------------------------------------------------------- | -------- |
| Australien (ARIA) | Gold                                                                   | 35.000   |
| Brasilien (PMB)   | Platin                                                                 | 40.000   |
| Insgesamt         | 1× Gold · 1× Platin ·                                                  | 75.000   |

### Everybody Dies
| Land/Region       | Auszeichnungen für Musikverkäufe (Land/Region, Auszeichnung, Verkäufe) | Verkäufe |
| ----------------- | ---------------------------------------------------------------------- | -------- |
| Australien (ARIA) | Gold                                                                   | 35.000   |
| Brasilien (PMB)   | Gold                                                                   | 20.000   |
| Insgesamt         | 2× Gold ·                                                              | 55.000   |

### Not My Responsibility
| Land/Region       | Auszeichnungen für Musikverkäufe (Land/Region, Auszeichnung, Verkäufe) | Verkäufe |
| ----------------- | ---------------------------------------------------------------------- | -------- |
| Australien (ARIA) | Gold                                                                   | 35.000   |
| Brasilien (PMB)   | Platin                                                                 | 40.000   |
| Insgesamt         | 1× Gold · 1× Platin ·                                                  | 75.000   |

### Goldwing
| Land/Region     | Auszeichnungen für Musikverkäufe (Land/Region, Auszeichnung, Verkäufe) | Verkäufe |
| --------------- | ---------------------------------------------------------------------- | -------- |
| Brasilien (PMB) | Gold                                                                   | 20.000   |
| Insgesamt       | 1× Gold ·                                                              | 20.000   |

### Chihiro
| Land/Region                  | Auszeichnungen für Musikverkäufe (Land/Region, Auszeichnung, Verkäufe) | Verkäufe  |
| ---------------------------- | ---------------------------------------------------------------------- | --------- |
| Australien (ARIA)            | 2× Platin                                                              | 140.000   |
| Belgien (BRMA)               | Platin                                                                 | 40.000    |
| Brasilien (PMB)              | 2× Diamant                                                             | 320.000   |
| Frankreich (SNEP)            | Platin                                                                 | 200.000   |
| Griechenland (IFPI)          | Platin                                                                 | 20.000    |
| Kanada (MC)                  | 2× Platin                                                              | 160.000   |
| Neuseeland (RMNZ)            | Gold                                                                   | 15.000    |
| Polen (ZPAV)                 | Platin                                                                 | 50.000    |
| Portugal (AFP)               | 2× Platin                                                              | 20.000    |
| Spanien (Promusicae)         | Gold                                                                   | 30.000    |
| Vereinigte Staaten (RIAA)    | Platin                                                                 | 1.000.000 |
| Vereinigtes Königreich (BPI) | Platin                                                                 | 600.000   |
| Zentralamerika (CFC)         | Platin                                                                 | 70.000    |
| Insgesamt                    | 2× Gold · 13× Platin · 2× Diamant ·                                    | 2.665.000 |

### Wildflower
| Land/Region                  | Auszeichnungen für Musikverkäufe (Land/Region, Auszeichnung, Verkäufe) | Verkäufe  |
| ---------------------------- | ---------------------------------------------------------------------- | --------- |
| Australien (ARIA)            | 4× Platin                                                              | 280.000   |
| Belgien (BRMA)               | Platin                                                                 | 40.000    |
| Brasilien (PMB)              | 2× Diamant                                                             | 320.000   |
| Dänemark (IFPI)              | Gold                                                                   | 45.000    |
| Frankreich (SNEP)            | Platin                                                                 | 200.000   |
| Griechenland (IFPI)          | 2× Platin                                                              | 40.000    |
| Kanada (MC)                  | 4× Platin                                                              | 320.000   |
| Neuseeland (RMNZ)            | 2× Platin                                                              | 60.000    |
| Polen (ZPAV)                 | Platin                                                                 | 50.000    |
| Portugal (AFP)               | 4× Platin                                                              | 40.000    |
| Schweiz (IFPI)               | Platin                                                                 | 30.000    |
| Spanien (Promusicae)         | Gold                                                                   | 30.000    |
| Vereinigte Staaten (RIAA)    | 2× Platin                                                              | 2.000.000 |
| Vereinigtes Königreich (BPI) | Platin                                                                 | 600.000   |
| Zentralamerika (CFC)         | Platin                                                                 | 70.000    |
| Insgesamt                    | 2× Gold · 24× Platin · 2× Diamant ·                                    | 4.125.000 |

### Skinny
| Land/Region                  | Auszeichnungen für Musikverkäufe (Land/Region, Auszeichnung, Verkäufe) | Verkäufe |
| ---------------------------- | ---------------------------------------------------------------------- | -------- |
| Australien (ARIA)            | Platin                                                                 | 70.000   |
| Belgien (BRMA)               | Gold                                                                   | 20.000   |
| Brasilien (PMB)              | 2× Platin                                                              | 80.000   |
| Kanada (MC)                  | Gold                                                                   | 40.000   |
| Vereinigte Staaten (RIAA)    | Gold                                                                   | 500.000  |
| Vereinigtes Königreich (BPI) | Silber                                                                 | 200.000  |
| Insgesamt                    | 1× Silber · 3× Gold · 3× Platin ·                                      | 910.000  |

### The Greatest
| Land/Region                  | Auszeichnungen für Musikverkäufe (Land/Region, Auszeichnung, Verkäufe) | Verkäufe  |
| ---------------------------- | ---------------------------------------------------------------------- | --------- |
| Australien (ARIA)            | Platin                                                                 | 70.000    |
| Brasilien (PMB)              | 3× Platin                                                              | 120.000   |
| Kanada (MC)                  | Platin                                                                 | 80.000    |
| Vereinigte Staaten (RIAA)    | Platin                                                                 | 1.000.000 |
| Vereinigtes Königreich (BPI) | Silber                                                                 | 200.000   |
| Insgesamt                    | 1× Silber · 6× Platin ·                                                | 1.470.000 |

### Blue
| Land/Region                  | Auszeichnungen für Musikverkäufe (Land/Region, Auszeichnung, Verkäufe) | Verkäufe  |
| ---------------------------- | ---------------------------------------------------------------------- | --------- |
| Australien (ARIA)            | Platin                                                                 | 70.000    |
| Belgien (BRMA)               | Gold                                                                   | 20.000    |
| Brasilien (PMB)              | Diamant                                                                | 160.000   |
| Frankreich (SNEP)            | Gold                                                                   | 100.000   |
| Kanada (MC)                  | Platin                                                                 | 80.000    |
| Polen (ZPAV)                 | Gold                                                                   | 25.000    |
| Vereinigte Staaten (RIAA)    | Gold                                                                   | 500.000   |
| Vereinigtes Königreich (BPI) | Silber                                                                 | 200.000   |
| Insgesamt                    | 1× Silber · 4× Gold · 2× Platin · 1× Diamant ·                         | 1.155.000 |

### The Diner
| Land/Region                  | Auszeichnungen für Musikverkäufe (Land/Region, Auszeichnung, Verkäufe) | Verkäufe |
| ---------------------------- | ---------------------------------------------------------------------- | -------- |
| Australien (ARIA)            | Gold                                                                   | 35.000   |
| Brasilien (PMB)              | 2× Platin                                                              | 80.000   |
| Kanada (MC)                  | Gold                                                                   | 40.000   |
| Vereinigte Staaten (RIAA)    | Gold                                                                   | 500.000  |
| Vereinigtes Königreich (BPI) | Silber                                                                 | 200.000  |
| Insgesamt                    | 1× Silber · 3× Gold · 2× Platin ·                                      | 855.000  |

### Bittersuite
| Land/Region               | Auszeichnungen für Musikverkäufe (Land/Region, Auszeichnung, Verkäufe) | Verkäufe |
| ------------------------- | ---------------------------------------------------------------------- | -------- |
| Australien (ARIA)         | Gold                                                                   | 35.000   |
| Brasilien (PMB)           | 2× Platin                                                              | 80.000   |
| Kanada (MC)               | Gold                                                                   | 40.000   |
| Vereinigte Staaten (RIAA) | Gold                                                                   | 500.000  |
| Insgesamt                 | 3× Gold · 2× Platin ·                                                  | 655.000  |

## Auszeichnungen nach Musikstreamings

### Bad Guy
| Land/Region     | Auszeichnungen für Musikverkäufe (Land/Region, Auszeichnung, Verkäufe) | Verkäufe    |
| --------------- | ---------------------------------------------------------------------- | ----------- |
| Japan (RIAJ)    | Platin                                                                 | 100.000.000 |
| Südkorea (KMCA) | 2× Platin                                                              | 200.000.000 |
| Insgesamt       | 3× Platin ·                                                            | 300.000.000 |

## Statistik und Quellen
| Land/RegionAuszeichnungen für Musikverkäufe (Land/Region, Auszeichnungen, Verkäufe, Quellen) | Silber       | Gold         | Platin         | Diamant       | Verkäufe   | Quellen                           |
| -------------------------------------------------------------------------------------------- | ------------ | ------------ | -------------- | ------------- | ---------- | --------------------------------- |
| Australien (ARIA)                                                                            | —            | 10× Gold10   | 176× Platin176 | —             | 12.670.000 | aria.com.au                       |
| Belgien (BRMA)                                                                               | —            | 6× Gold6     | 20× Platin20   | —             | 820.000    | ultratop.be                       |
| Brasilien (PMB)                                                                              | —            | 6× Gold6     | 63× Platin63   | 40× Diamant40 | 9.100.000  | pro-musicabr.org.br               |
| Dänemark (IFPI)                                                                              | —            | 21× Gold21   | 41× Platin41   | —             | 3.725.000  | ifpi.dk                           |
| Deutschland (BVMI)                                                                           | —            | 12× Gold12   | 5× Platin5     | Diamant1      | 5.350.000  | musikindustrie.de                 |
| Finnland (IFPI)                                                                              | —            | 3× Gold3     | 16× Platin16   | —             | 590.000    | Einzelnachweise                   |
| Frankreich (SNEP)                                                                            | —            | 19× Gold19   | 20× Platin20   | 6× Diamant6   | 6.999.998  | snepmusique.com                   |
| Griechenland (IFPI)                                                                          | —            | 6× Gold6     | 16× Platin16   | —             | 380.000    | Einzelnachweise                   |
| Island (IFPI)                                                                                | —            | Gold1        | —              | —             | 2.500      | Einzelnachweise                   |
| Italien (FIMI)                                                                               | —            | 11× Gold11   | 20× Platin20   | —             | 1.810.000  | fimi.it                           |
| Japan (RIAJ)                                                                                 | —            | Gold1        | Platin1        | —             | 100.000    | riaj.or.jp JP2                    |
| Kanada (MC)                                                                                  | —            | 10× Gold10   | 139× Platin139 | 2× Diamant2   | 13.140.000 | musiccanada.com                   |
| Malaysia (RIM)                                                                               | —            | Gold1        | Platin1        | —             | 300.000    | Einzelnachweise                   |
| Mexiko (AMPROFON)                                                                            | —            | 17× Gold17   | 40× Platin40   | 9× Diamant9   | 6.620.000  | amprofon.com.mx                   |
| Neuseeland (RMNZ)                                                                            | —            | 5× Gold5     | 92× Platin92   | —             | 2.580.000  | radioscope.co.nz NZ2              |
| Niederlande (NVPI)                                                                           | —            | —            | Platin1        | —             | 30.000     | nvpi.nl                           |
| Norwegen (IFPI)                                                                              | —            | 4× Gold4     | 20× Platin20   | —             | 1.040.000  | ifpi.no                           |
| Österreich (IFPI)                                                                            | —            | 16× Gold16   | 34× Platin34   | —             | 1.155.000  | ifpi.at                           |
| Polen (ZPAV)                                                                                 | —            | 15× Gold15   | 47× Platin47   | 4× Diamant4   | 2.705.000  | olis.pl                           |
| Portugal (AFP)                                                                               | —            | 19× Gold19   | 57× Platin57   | —             | 654.000    | Einzelnachweise                   |
| Schweden (IFPI)                                                                              | —            | 3× Gold3     | 15× Platin15   | —             | 1.520.000  | sverigetopplistan.se              |
| Schweiz (IFPI)                                                                               | —            | 9× Gold9     | 27× Platin27   | —             | 660.000    | hitparade.ch musikwoche.de        |
| Singapur (RIAS)                                                                              | —            | —            | 3× Platin3     | —             | 30.000     | rias.org.sg                       |
| Spanien (Promusicae)                                                                         | —            | 25× Gold25   | 22× Platin22   | —             | 1.940.000  | elportaldemusica.es promusicae.es |
| Südkorea (KMCA)                                                                              | —            | —            | 3× Platin3     | —             | 2.500.000  | circlechart.kr                    |
| Ungarn (MAHASZ)                                                                              | —            | —            | 5× Platin5     | —             | 20.000     | slagerlistak.hu                   |
| Vereinigte Staaten (RIAA)                                                                    | —            | 12× Gold12   | 50× Platin50   | 2× Diamant2   | 76.443.000 | riaa.com                          |
| Vereinigtes Königreich (BPI)                                                                 | 22× Silber22 | 9× Gold9     | 47× Platin47   | —             | 35.273.000 | bpi.co.uk                         |
| Zentralamerika (CFC)                                                                         | —            | Gold1        | 4× Platin4     | —             | 315.000    | cfc-musica.com                    |
| Insgesamt                                                                                    | 22× Silber22 | 242× Gold242 | 985× Platin985 | 64× Diamant64 |            |                                   |